# María Elena Walsh
María Elena Walsh (Villa Sarmiento, 1 de febrero de 1930-Buenos Aires, 10 de enero de 2011) fue una poeta, novelista, escritora, dramaturga, cantautora y compositora argentina, conocida principalmente por sus canciones y libros para niños. Su obra incluye muchos de los libros y canciones infantiles más populares de todos los tiempos en su país, lo que la llevó a ser catalogada como «mito viviente, prócer cultural y blasón de casi todas las infancias».
Nació en el seno de una familia de clase media ilustrada y realizó sus estudios secundarios en la Escuela Nacional de Bellas Artes Prilidiano Pueyrredón, de la que egresó como profesora de dibujo y pintura. En 1945, a los quince años, comenzó a redactar sus primeras publicaciones para las revistas El Hogar, Sur y el diario La Nación. Su primer libro, Otoño imperdonable (1947), recibió críticas elogiosas a tal punto que la Fundación Williams decidió becarla para pasar una estadía en la casa del poeta Juan Ramón Jiménez en Maryland, donde tuvo oportunidad de vincularse con la cultura estadounidense.
A su regreso, publicó Baladas con ángel (1952) y, molesta con las censuras que percibía en el gobierno de Juan Domingo Perón, decidió viajar a París con su compañera, la cantante Leda Valladares, con quien formó un dúo artístico que se perpetuó a lo largo de diez años. Interpretaron canciones folclóricas del norte argentino en diferentes ciudades de Europa y grabaron varios álbumes, entre ellos, «Cantos de Argentina» (1954), «Bajo los cielos de la Argentina» (1955), «Entre valles y quebradas» (1957) y «Canciones del tiempo de Maríacastaña» (1958). Las diferencias profesionales del dúo, la falta de interés comercial y la proliferación de nuevos grupos folclóricos con mayor competitividad hicieron que el dúo se disolviera en 1962.
A fines de los años 1950 y comienzos de 1960, Walsh inició su trabajo en televisión, primero como libretista y luego como cantante infantil. Su primer libro infantil, Tutú Marambá, fue sucedido por los espectáculos Los sueños del Rey Bombo y Doña Disparate y Bambuco —su primer trabajo con María Herminia Avellaneda—, a través de los que presentó personajes memorables como Doña Disparate, el Rey Bombo, la Vaca Estudiosa, la Mona Jacinta, la Tortuga Manuelita y el Mono Liso. La idea de crear un género innovador que se convirtiera en una especie de varieté infantil la llevó a diseñar un espectáculo de amplia repercusión, Canciones para mirar (1962), que recibió críticas positivas y se prolongó a lo largo de varias temporadas en teatro. De nuevo, la falta de interés comercial y el temor de Walsh a repetir viejas fórmulas de trabajo hicieron que paulatinamente se volcara a escribir canciones para adultos.
En 1966, El país del Nomeacuerdo marcó el cierre del ciclo de canciones infantiles y el comienzo de la colaboración con el músico Oscar Cardozo Ocampo, con el que se presentó en un nuevo show, Juguemos en el mundo (1968), que tuvo una importancia determinante en el curso de la música popular de fines de los años 1960 y 1970. En esta etapa, compuso temas emblemáticos como «Zamba para Pepe», «Serenata para la tierra de uno», «Barco quieto», «La Juana» y «Los ejecutivos», y desarrolló una exitosa carrera como cantante en espectáculos de café-concert y de revista en el Teatro Maipo. En 1978, tras el golpe de Estado de 1976, sintió que «el show había terminado» y decidió dejar de componer y cantar. Con el restablecimiento de la democracia y su recuperación de un cáncer óseo, en 1984 integró el Consejo para la Consolidación de la Democracia y se la designó asesora ad honorem de la Secretaría del Desarrollo Humano y Familia, cargo al que renunció en 1986. Recibió la distinción de «Ciudadana ilustre de la Ciudad de Buenos Aires» en 1985, la Embajada de Polonia la condecoró con la Orden de la Sonrisa en 1987 y en marzo de 1990, la Universidad de Córdoba le otorgó un doctorado honoris causa. El gobierno de la provincia de Buenos Aires la declaró «Personalidad ilustre» en 1991.
Durante toda su carrera, publicó más de 20 discos y escribió más de 50 libros. Entre los artistas que difundieron el cancionero de Walsh, destacan el Cuarteto Zupay, Luis Aguilé, Mercedes Sosa, Jairo, Rosa León y Joan Manuel Serrat. Tras su retiro de la actividad, continuó escribiendo artículos periodísticos. En 1997, la publicación de una columna de opinión de su autoría en detrimento de la Carpa Blanca generó repudio y críticas negativas, lo que disminuyó su popularidad, aunque tuvo un resurgimiento con el estreno de la película animada Manuelita (1999) de Manuel García Ferré. Sus últimos libros fueron Hotel Pioho's Palace (2002) y Fantasmas en el parque (2008). Luego de un período de inactividad y mala salud, Walsh falleció en 2011 a la edad de 80 años.
El escritor Leopoldo Brizuela puso de relieve el valor de su creación al argumentar que «lo escrito por María Elena configura la obra más importante de todos los tiempos en su género, comparable a la Alicia de Lewis Carroll o a Pinocchio; una obra que revolucionó la manera en que se entendía la relación entre poesía e infancia».

## Biografía

### Primeros años (1930-1944)

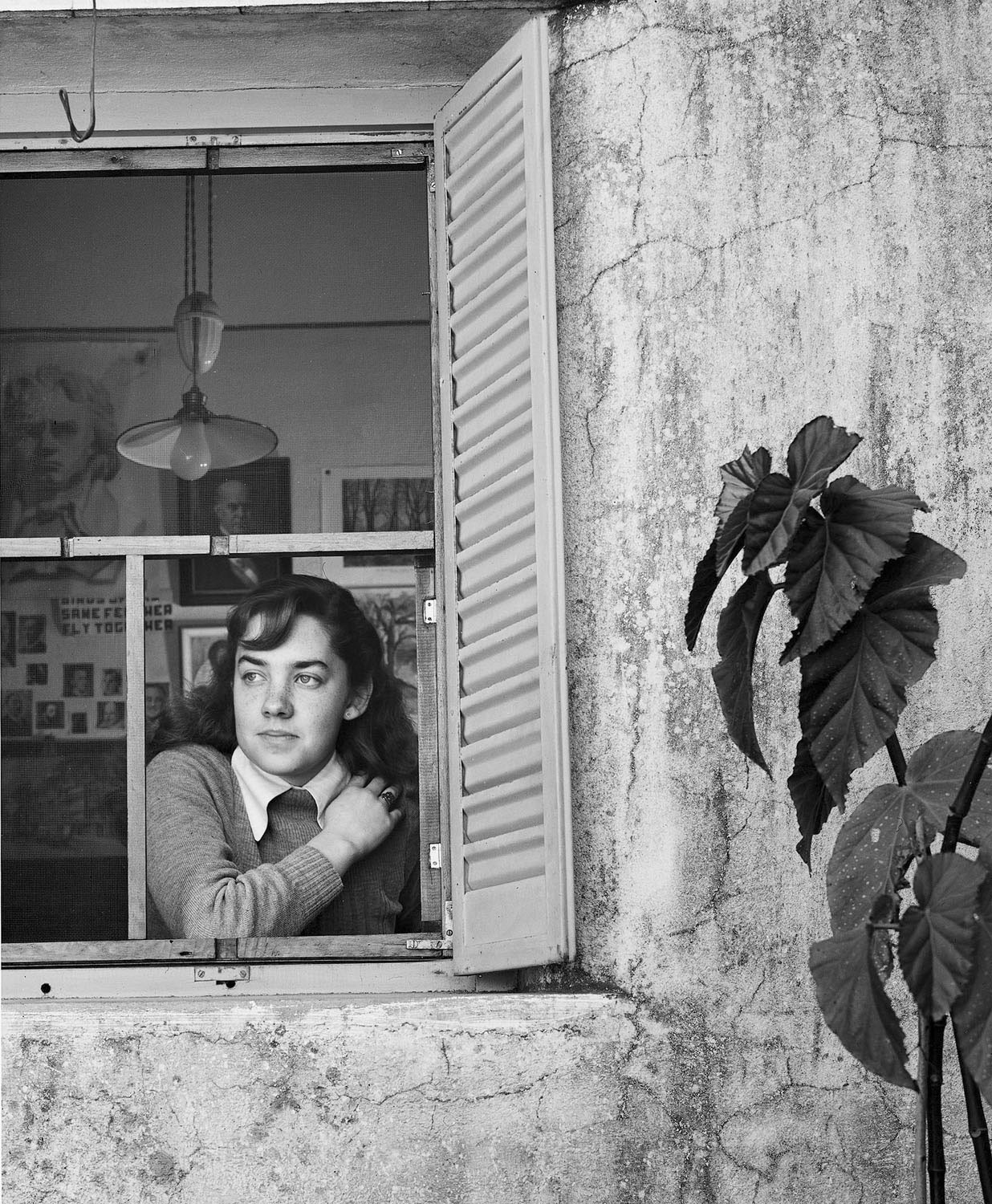
María Elena Walsh en la ventana de su casa natal, retratada por Grete Stern, 1947.

María Elena Walsh nació el 1 de febrero de 1930 en una casa ubicada en la calle 3 de Febrero 547 en la localidad de Villa Sarmiento,  provincia de Buenos Aires, como la segunda hija del segundo matrimonio de Enrique Roberto Walsh (1882-1947), un empleado ferroviario originario de Brandsen, con Lucía Elena Monsalvo (1895-1961), una ama de casa oriunda de Merlo. Su padre era viudo y tenía cinco hijos de un matrimonio anterior con María Maroñón: Carlos, Zulema, Mario, Arturo y Enrique. Su hermana fue Susana Beatriz Walsh (1925-2000), a quien llamaban «Babe», con quien tuvo una relación difícil a lo largo de toda su vida.
La familia Walsh pertenecía a la clase media ilustrada. Sus abuelos paternos eran británicos y habían migrado a la Argentina en 1872, mientras que sus abuelos maternos eran andaluces y criollos. Su abuela Agnes Hoare (1852-1898), proveniente de Londres, contrajo matrimonio con un irlandés, David Walsh, y tuvo una notoria influencia en su vida, particularmente a través de las cartas que legó, y que luego fueron recopiladas en su libro Novios de antaño (1990). María Elena la describió como «muy lectora… se desesperaba cuando no recibía el diario de Inglaterra. Esas cartas me revelaron que estaba tremendamente interesada por la política argentina de entonces». De la cultura popular inglesa, María Elena adoptó la costumbre de entretenerse en sus primeros años con las rimas infantiles y los versos tradicionales para niños que su padre le cantaba, como «Baa Baa Black Sheep» o «Humpty Dumpty», y acuñó el hábito de las construcciones verbales que caracterizan el nonsense británico como una de las principales fuentes de inspiración en su obra.
Walsh aprendió a leer y a escribir a la temprana edad de cuatro años gracias a la enseñanza de una vecina. También fue influenciada por la música clásica y la ópera. Su padre solía tocar el piano, en especial valses de Moszkowski, Waldteufel y Toselli, y a la pequeña Walsh le atraían particularmente los music halls que se proyectaban en los cines de barrio. Se definió a sí misma en esa época como una niña «bastante difícil, díscola» y que se sentía «muy solitaria, era melancólica, y de pronto, abrupta, huraña». El autoritarismo y la severidad que su padre mostraba hacia su madre marcó el pensamiento de Walsh en defensa de la mujer para toda la vida.
En entrevistas posteriores de los años 1980, manifestó tener vívidos recuerdos de la muerte de Carlos Gardel en 1935 y de las políticas autoritarias impartidas por el gobierno de Manuel Fresco en la provincia de Buenos Aires. Walsh ingresó a la escuela primaria N.° 21 General Manuel Belgrano a los siete años y se incorporó directamente a tercer grado dado que ya sabía leer y escribir. Mostró interés en asignaturas como castellano, dictado, caligrafía y dibujo, y en sus momentos de ocio, se divertía jugando a las estatuas, la mancha o intercambiando figuritas. Respecto a la literatura, Walsh leía obras de Julio Verne, Charles Dickens y Saturnino Calleja, como así también revistas como El Tony, Pif Paf y Billiken. En lo referente al mundo del espectáculo, mostraba admiración por Ginger Rogers, Fred Astaire, Jeanette MacDonald y Nelson Eddy.
La expansión del manicomio vecino La Chapelle y el entubamiento del arroyo Maldonado motivaron la mudanza de la familia Walsh a una casa más modesta ubicada sobre la calle Gaona de Ramos Mejía en 1943, lo que significó «el fin de la infancia» según definiría décadas posteriores. A los 12 años, con el fin de perfeccionar sus conocimientos de pintura y dibujo, ingresó por iniciativa propia a la Escuela Nacional de Bellas Artes Prilidiano Pueyrredón, donde tuvo como profesores a Fernán Félix de Amador, Hernán Lavalle Cobo, Luis Borraro y Tilda Thamar. Su padre descreía de esa institución y, en cambio, le había sugerido previamente la Escuela Técnica N.º 6 Fernando Fader. El ambiente de la escuela se vio profundamente intervenido tras el golpe de Estado de 1943, lo que se vio reflejado en los primeros escritos de Walsh. Años más tarde, egresó como profesora de dibujo y pintura.

### Primeras publicaciones yOtoño imperdonable(1945-1947)

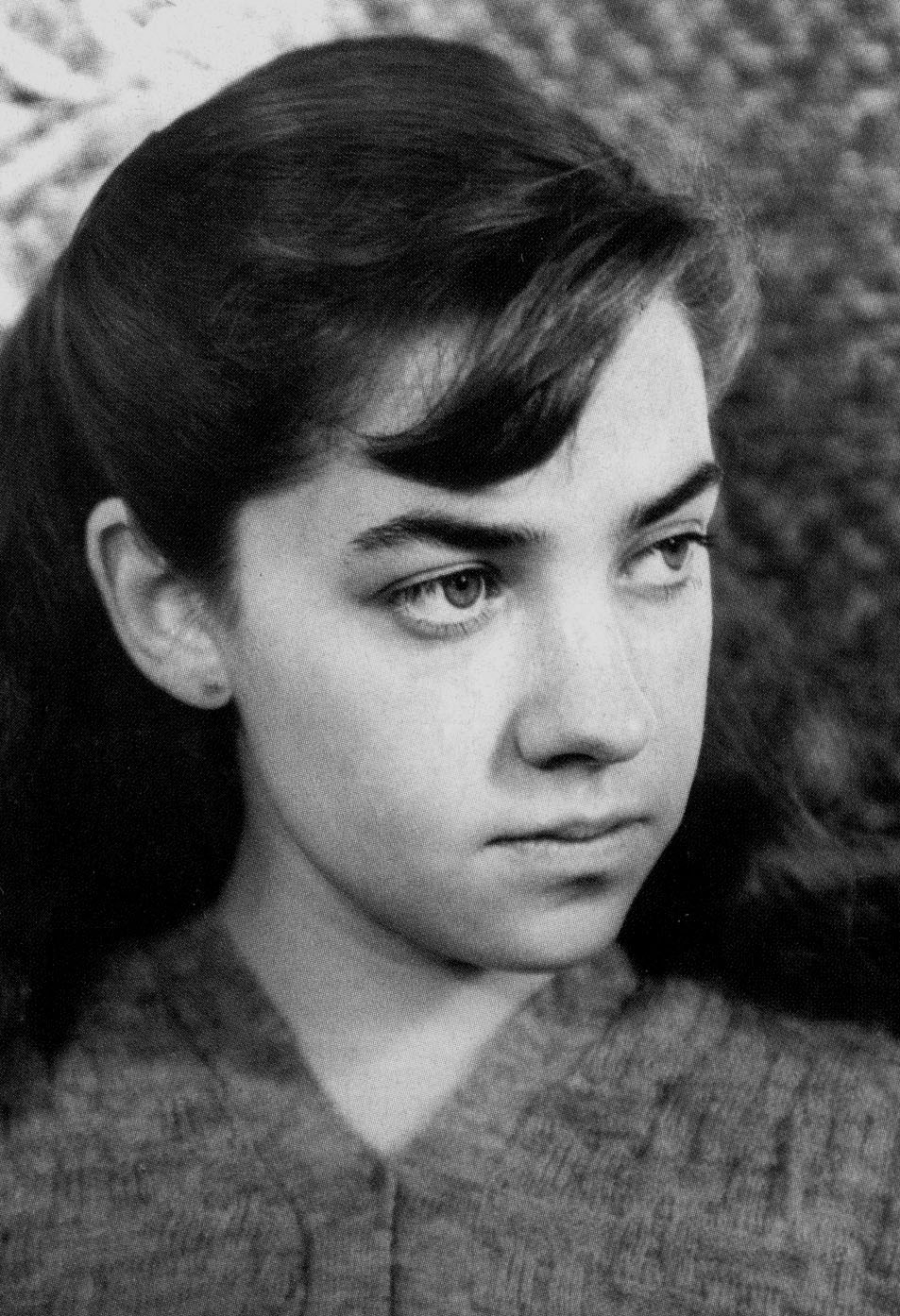
María Elena Walsh en 1947. Estas imágenes tomadas por Grete Stern, vecina también de Ramos Mejía, se utilizaron para promocionar sus primeros libros.

En 1945, a los 15 años, publicó su primer poema titulado Elegía en la revista El Hogar, ilustrado por su compañera de colegio Elba Fábregas, con quien tuvo una relación íntima y a quien Walsh le dedicó un poema en Otoño imperdonable. La enfermedad psiquiátrica que luego le diagnosticarían a Fábregas afectaría a Walsh profundamente. Fábregas le había aconsejado que hablara con Augusto González Castro, un poeta ecuatoriano que se desempeñaba como secretario de redacción de la revista El Hogar, que decidió darle una oportunidad. A raíz de Elegía, sus versos comenzaron a ser publicados todos los meses, lo que le brindó a Walsh una relativa independencia económica y la posibilidad de convertirse en poeta, que se traducía en una forma de rebeldía y rechazo de las convenciones sociales de su época. En 1946, Walsh, de entonces 16 años, publicó Oda del estudiante muerto en La Vanguardia, el periódico socialista de Juan B. Justo, donde expresó su indignación por una huelga en la que habían muerto dos estudiantes. Gran parte de los poemas publicados en El Hogar y La Nación luego constituyeron el núcleo de su primer libro, Otoño imperdonable (1947), por el cual recibió el segundo premio municipal. A partir de entonces, comenzó a vincularse de manera habitual con el mundo literario hispanoamericano. De acuerdo con su biógrafa Alicia Dujovne, «Buenos Aires se volvió loca» con la publicación de su primer libro de poemas, mientras que Sergio Pujol señaló que «sus primeros versos estaban surcados por la melancolía y el dolor de un "yo" poético que vive con emoción y en contacto con la naturaleza una serie de ausencias». Entabló amistad con Jorge Vocos Lescano, Mario Trejo, León Bouché —director de la revista El Hogar—, Hugo Lezama, Horacio Armani, Roberto Juarroz, Horacio Rega Molina, Ricardo Molinari, Francisco Luis Bernárdez, María Alicia Domínguez y María Granata. A su vez, asistió a encuentros literarios en el Jockey Club, el salón de la librería Peuser, la confitería Richmond y la Galería Van Riel.
Walsh había intentado publicar su primer libro por medio de la Editorial Emecé, a la que había llegado por intermedio de una carta de recomendación de Eduardo Mallea —que dirigía el suplemento literario de La Nación, donde Walsh colaboraba—, pero por razones de índole económica, la editorial se negó a encarar la edición. Finalmente, tras varios intentos fallidos, decidió publicarlo por su cuenta y propia financiación. Se realizaron 500 ediciones que, al comienzo, fueron repartidas en las librerías de Ramos Mejía y la calle Florida. Walsh dejaba los ejemplares en consignación acompañada de su amigo Mario Trejo y luego pasaba a cobrar las comisiones. Las más opulentas provenían de la Sociedad Protectora de Bibliotecas Populares, que se encargaba de comprar ejemplares al precio de venta. En una ocasión incluso, coincidió con Pablo Neruda, que la invitó a subir a un pequeño departamento de la Galería Güemes, donde albergaba todo tipo de artistas. Neruda leyó su libro y realizó comentarios elogiosos acerca de él. A propósito de eso, Dujovne comentó que «grandes personajes elogian a la autora, pero la autora se queda mirándolos pensativa», y agregó: «Todavía se hallaba en su momento de ahuecar la voz. Otoño imperdonable es un extraordinario libro presuntuoso, al que le faltan las campanitas de la gracia que en el cuarto siguiente le brotaron a la autora como agua mansa y natural».
Una reseña de La Nación consignó: 

«Con un rigor plástico que no tolera concesiones, María Elena Walsh ha construido los poemas de su libro. Está ordenado cada uno en el equilibrio de su arquitectura sobria, y su riqueza deriva más de lo sugerido, de la atmósfera espiritual en la cual flotan las imágenes, que de lo expresado en sus despojadas estrofas... A pesar de que la índole de sus versos se presta a oscuridades que derivan precisamente de los estados anímicos que va pintando, la poetisa rehúye en lo posible de los tropos de difícil interpretación. Logra ser original en las comparaciones sin salir de la realidad».

Eduardo González Lanuza de Sur comentó: «¡Qué descanso y qué felicidad de oasis el de esta certidumbre de poesía, cuya frescura rebosa de la plenitud de este pequeño libro de María Elena Walsh», y a propósito del poema Esencia, agregó: «¿Quién le ha revelado nuestra terrible relación con la poesía?». Una de las críticas más elogiosas provino de Javier Fernández del semanario Ética: «Es un poeta de espíritu clásico, en el sentido de creador sobrio y reflexivo, libre de embriagueces súbitas o de deslumbramientos pomposos. Si quisiéramos buscar —vieja manía— alguna filiación literaria en María Elena Walsh, debiéramos reconocer un bello ejemplo de asimilaciones múltiples y ricas... Aquella fulguración trascendente de San Juan de la Cruz. El dolido ensueño de Antonio Machado. El vagoroso encanto de antiguas baladas y una atmósfera grata a los manes de Coleridge y Wordsworth. Recalquemos: no hay imitación; hay transfiguración».
Luego de las críticas elogiosas, Walsh desarrolló una amistad con Fernández que se limitaba a llamadas telefónicas esporádicas, visitas frecuentes, intercambio y préstamo de libros, y luego, viajes a las sedes diplomáticas en las que Fernández llevaba adelante su vida profesional. La arquitecta Carmen Córdova Iturburu también leyó el libro y se contactó con Walsh por correo, lo que dio inicio a una larga amistad.

### Juan Ramón Jiménez y viaje a Maryland (1948-1949)

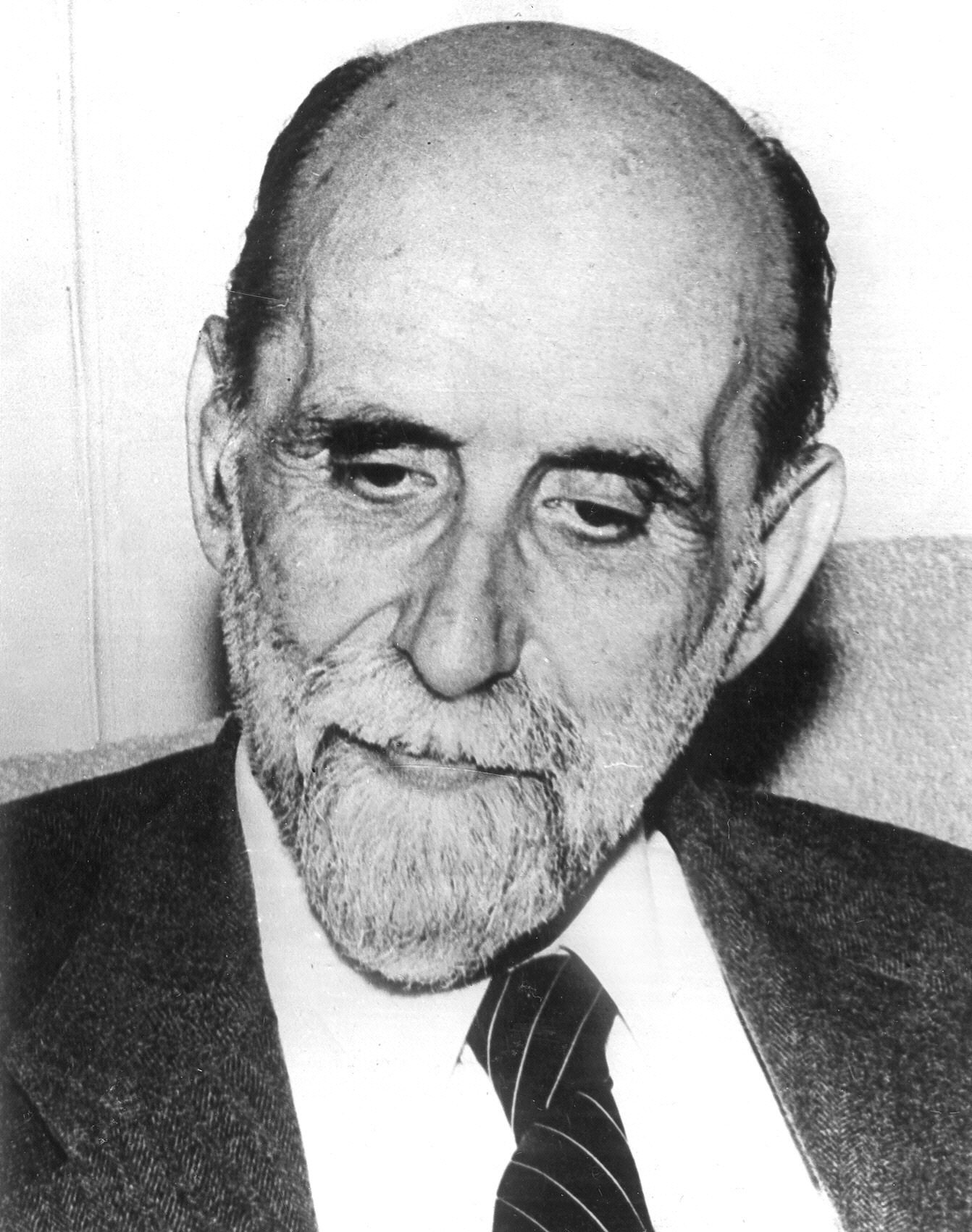
Juan Ramón Jiménez en 1956.

Los intelectuales comunistas gozaban de enorme prestigio en la época de la posguerra luego del derrotamiento del fascismo. En ese contexto, se sucedió la visita de innumerables escritores, entre ellos, Pablo Neruda, Jorge Guillén y León Felipe. El poeta Juan Ramón Jiménez, autor de Platero y yo, había quedado «maravillado de su expresión, su naturalidad en lo sencillo y lo difícil» luego de leer el libro de Walsh. Decidido a becar anualmente a dos jóvenes y recibirlos en su casa de Maryland, la oferta estuvo dirigida a Horacio Armani, Carmen Córdova y Walsh, quienes destacaban como las grandes promesas juveniles de la poesía argentina. Los primeros dos, imposibilitados de hacer el viaje por motivos personales, no aceptaron la propuesta. Walsh, en cambio, intentó cobrar un premio municipal que había ganado con el libro, pero le advirtieron que el dinero no estaría disponible en el corto plazo. Finalmente, recibió una beca destinada a alentar la estadía de personas vinculadas al mundo de la ciencia, la cultura o la educación en Norteamérica por parte de la Fundación Williams de la Embajada de los Estados Unidos, gracias a la cual pudo costear su pasaje. La temporada de cinco meses fue muy importante para Walsh, que asistió periódicamente a conciertos, espectáculos, museos y exposiciones, y le permitió vincularse con la cultura norteamericana, en especial, con la sociedad de consumo. Sin embargo, la convivencia con Jiménez y su esposa Zenobia Camprubí no le resultó nada fácil y terminó por sentir una gran frustración personal. En entrevistas posteriores, Walsh señaló que «si Juan Ramón fue capaz de ejercer una influencia tan profunda fue porque yo era muy influenciable y estaba poniendo en él una serie de expectativas acaso erróneas. Tal vez yo esperaba un maestro bondadoso y afable, no a un personaje que podía ser tan concluyente y agresivo». A pesar de esa faceta negativa, por intermedio de Jiménez, Walsh conoció a Ezra Pound y Pedro Salinas, y aprendió de su arte literario. Jiménez insistía en que debía realizar cursos y seminarios universitarios en Estados Unidos, pero Walsh desistió por sus dificultades idiomáticas y su aversión por la educación formal. En cambio, prefirió concurrir por su propia cuenta a la Biblioteca del Congreso en Washington D. C., donde descubrió a autores como Emily Dickinson y Amy Lowell.
Se trató de una experiencia compleja, porque Jiménez la trató impiadosamente, sin ninguna consideración por sus necesidades e inclinaciones personales. En cuanto se agotaron sus ahorros, Walsh debió dictar clases particulares de castellano para sostenerse económicamente. La propia María Elena describiría unos años después esa experiencia en estos términos:

«Cada día tenía que inventarme coraje para enfrentarlo, repasar mi insignificancia, cubrirme de una desdicha que hoy me rebela. Me sentía averiguada y condenada. Suelo evocar con rencor a la gente que, mayor en mundo, tuvo mi verde destino entre sus manos y no hizo más que paralizarlo. Con generosa intención, con protectora conciencia, Juan Ramón me destruía, y no tenía derecho a equivocarse porque él era Juan Ramón, y yo, nadie. ¿En nombre de qué hay que perdonarlo? En nombre de lo que él es y significa, más allá del fracaso de una relación».
María Elena Walsh.

### Regreso a Buenos Aires yBaladas con Ángel(1950-1952)

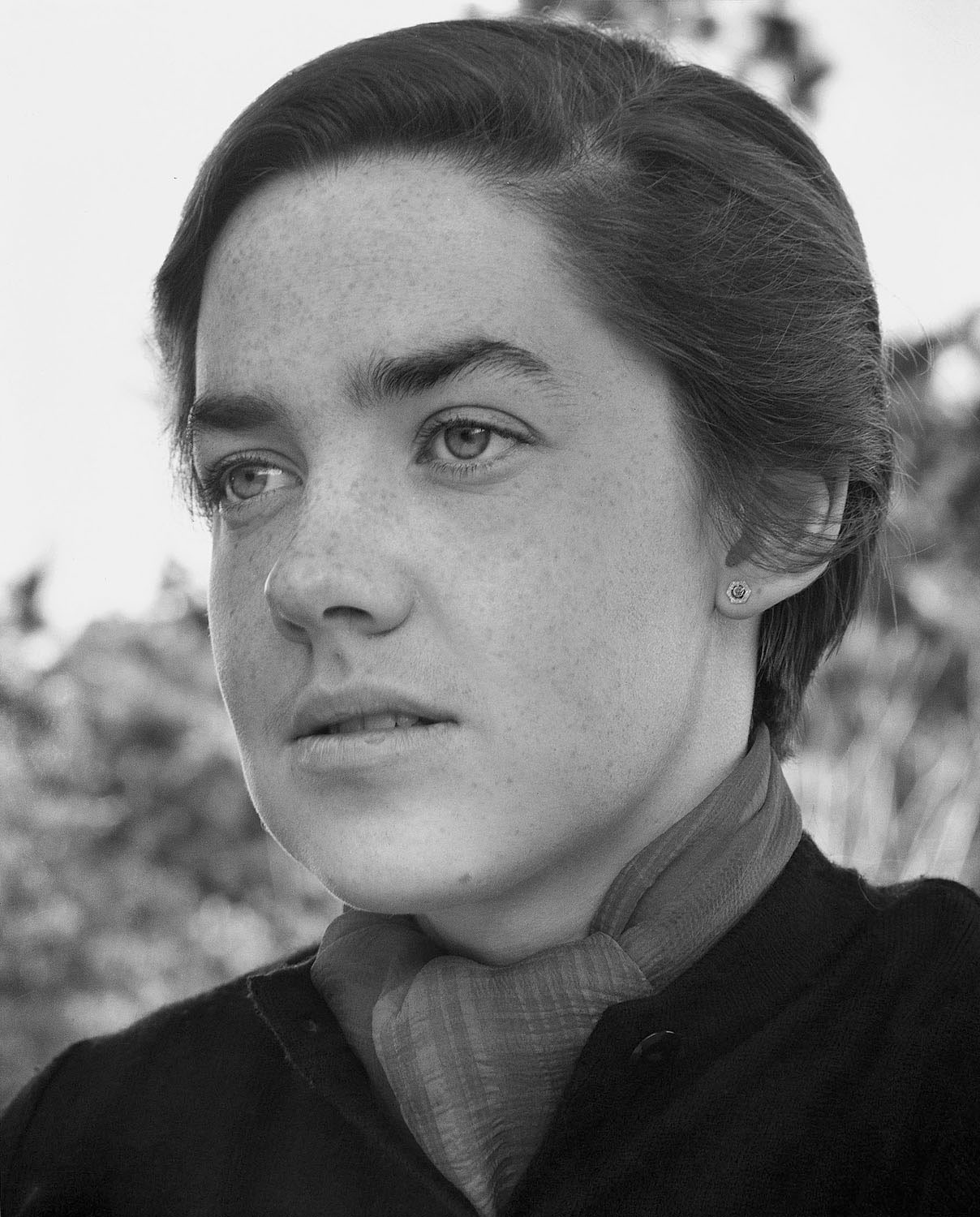
María Elena Walsh en 1952. Colección Museo Nacional de Bellas Artes.

De regreso en Buenos Aires, Walsh frecuentó los círculos literarios e intelectuales, habitualmente concurridos por la aristocracia argentina, y escribió ensayos en diversas publicaciones. Conoció a socialités como Carmen Gándara, cuya seducción y estilo de vida le fascinó, y solía visitar a Eduardo Mallea y su esposa, Elena Muñoz Larreta. En 1952, antes de emprender un viaje a Europa, publicó Baladas con Ángel, un libro de escasa repercusión que contenía poemas de amor. Por sugerencia del director de Editorial Losada, Gonzalo Losada, el libro se editó en un mismo volumen con Argumento del enamorado de Ángel Bonomini, por entonces novio de Walsh. Yvan Goll, un poeta francés, había lanzado un libro bajo el mismo modelo junto con su esposa años anteriores. De acuerdo con Gabriela Massuh, el de Walsh «parece un libro menos maduro, menos elaborado que el anterior». En una entrevista de 1987, Walsh le dijo a Diana Bellessi y Martín Prieto que «ese libro es un producto de la represión en lo personal y lo social. De una época siniestra que recomiendo a los nostálgicos. Un contexto de censura política en el que además teníamos un noviecito que sermoneaba». Héctor A. Murena de Sur escribió en una reseña que «no me gusta esta poesía llena de decoro y de hallazgos felices, esta poesía tan bien vestida, de tan perfecta educación, aunque me haya dejado el deseo de leer lo que me parece que se acerca más a la poesía verdadera».
La crisis personal desatada por la dura experiencia en Maryland, las críticas negativas de su segundo libro y los problemas con Bonomini, cuyo noviazgo acabó en 1952, según su biógrafo Sergio Pujol, hicieron un «clivaje hacia un sentimiento religioso, hasta ese momento completamente inédito en la joven». La presencia de tópicos como Dios y la muerte en poemas como Balada de esperanza constituyeron un indicio de cambio personal en la escritora. De hecho, un texto de prosa lírica titulado «El delirio», dirigido a una tal «Hermana Francisca», se publicó en una edición de La Nación del 6 de noviembre de 1952 bajo su autoría. A esa publicación, siguieron otras como «El bosque de agonías», «Canción» y «La comunión de los vivos», publicadas en el suplemento literario de La Nación, y «Sobre la vida diaria» y «Los desnudos faciales de Grete Stern», para la revista Sur.
Walsh impartía clases de inglés en el Colegio Ward y otra institución de Ramos Mejía por esos años, pero fue expulsada de uno de ellos por negarse a usar el luto obligatorio y dar clases con un ejemplar sajón de La razón de mi vida durante los funerales de Eva Perón. Las represiones familiares ligadas al comportamiento esperado para una mujer de la época y el autoritarismo que palpaba en el gobierno peronista, sumado a algunos celos y traiciones dentro del ambiente literario, motivaron la idea de un viaje a Europa con Leda Valladares. Walsh estaba encantada con hacer el viaje por el Pacífico y zarpar en un transatlántico desde Valparaíso, atravesando el Canal de Panamá para luego enfilar hacia Europa. Si bien no era una ruta convencional, le permitía pasar por Chile y visitar a Pablo Neruda y Margarita Aguirre. Desde ese encuentro, Walsh mantuvo una relación de gran cordialidad y reciprocidad que se prolongó hasta la muerte del autor en 1973. Luego de su visita a Chile, continuó viaje hasta Perú, donde fue recibida por Sebastián Salazar Bondy.

«Como a sus vanas hojas
el tiempo me perdía.
Clavada a la madera de otro sueño
volaban sobre mí noches y días.

Poblándome de una
nostalgia distraída

la tierra, el mar, me entraban en los ojos
y por ociosas lágrimas salían».
María Elena Walsh, Balada del tiempo perdido (1950).

### Estadía en Francia y dúo con Leda Valladares (1953-1958)

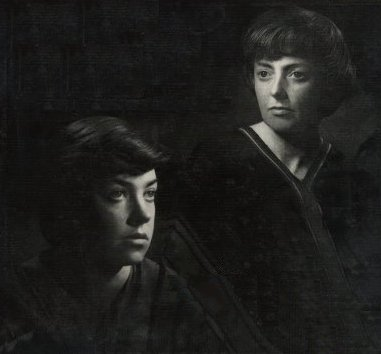
Walsh y Leda Valladares en 1957. Fotoportada del álbum «Entre valles y quebradas».

Walsh había conocido a Leda Valladares, una escritora tucumana que por entonces dictaba clases en la Universidad de Costa Rica, a través de un intercambio epistolar, y ambas descubrieron que compartían gustos literarios y musicales, como así también el rechazo por el peronismo. Valladares interpretaba canciones folclóricas del norte argentino y era una especialista en el género. Decidieron encontrarse en un punto común establecido en Panamá, y recorrieron Jamaica y La Habana para finalmente arribar a París, abandonando así a sus familias y su entorno intelectual para emprender un camino de experimentación. Si bien el fin inicial de su encuentro no era formar el dúo artístico que surgiría posteriormente, el éxito que obtuvieron cuando cantaron por diversión en la cubierta del barco las estimuló para formar una asociación actoral. Valladares poseía un repertorio que incluía bagualas, vidalas y chacareras, y siempre viajaba con sus instrumentos, entre los que destacaban la guitarra criolla, el bombo, el charango y la caja. El estímulo que Walsh había recibido del poeta Jiménez, que adoraba el folclore, fue primordial en la asimilación de la cantante con el género folclórico. Como observaron Ilse Luraschi y Kay Sibbald, «el folclore fue el germen y el impulso motor de las dos actividades que le brindaron mayor placer y mayor éxito: la paraliteratura (es decir, la literatura infantil y la canción popular) y la actuación en teatro y televisión».
Alojadas en el barrio de Saint Germain, donde tanto Valladares como Walsh llevaron una vida austera, la primera impresión que les generó París fue desagradable. En palabras de Walsh, «todo parecía oscuro, frío, siniestro, medieval. La gente, áspera y poco amistosa» y se espantó por los altos niveles de miseria que veía en las calles de Francia como resabio de la posguerra. Sin embargo, quedó deslumbrada por el clima de libertad que se palpaba, sin atavismos ni prejuicios sociales. Actuaron por primera vez en un restaurante escandinavo de la rue Gay Lussac y luego en L'Écluse, donde cantaban Léo Noel, Francis Lemarque, Gilles Ségal, Marcel Marceau y Jacques Fabbri. También se presentaron en el Scandian Club, Chez Pasdoc —donde Charles Aznavour forjó sus inicios— y el cabaret Crazy Horse. En una ocasión, el dúo ganó un concurso en el Olympia de París y se les ofreció cantar en el mismo espectáculo que Édith Piaf, pero bajo una ganancia paupérrima y por cuarenta funciones semanales, lo que hizo que el contrato no prosperara. Finalmente, optaron por presentarse en un ciclo televisivo en la Maison de la ORTF a fines de 1954. Si bien tuvieron éxito en París, la intransigencia del dúo y la negativa a hacer concesiones en el repertorio generaba temor en los empresarios, que descreían del éxito de sus espectáculos. Valladares y Walsh llegaron a actuar en cuatro lugares por noche durante algunas temporadas, especialmente en La Guitarre, donde llevaron adelante el repertorio de las «Canciones del tiempo de Maricastaña», y en el cabaret La canne a sucre. Fueron convocadas por una compañía grabadora, Le Chant du Monde, que editaba música folclórica y distribuía los discos en otros países, e hicieron programas de gala en teatros que se transmitían por radio como parte de la selección de los mejores números de music hall. Además, actuaron en diferentes ciudades de Bélgica y grabaron una serie de programas radiales en Londres y Colonia, Alemania.

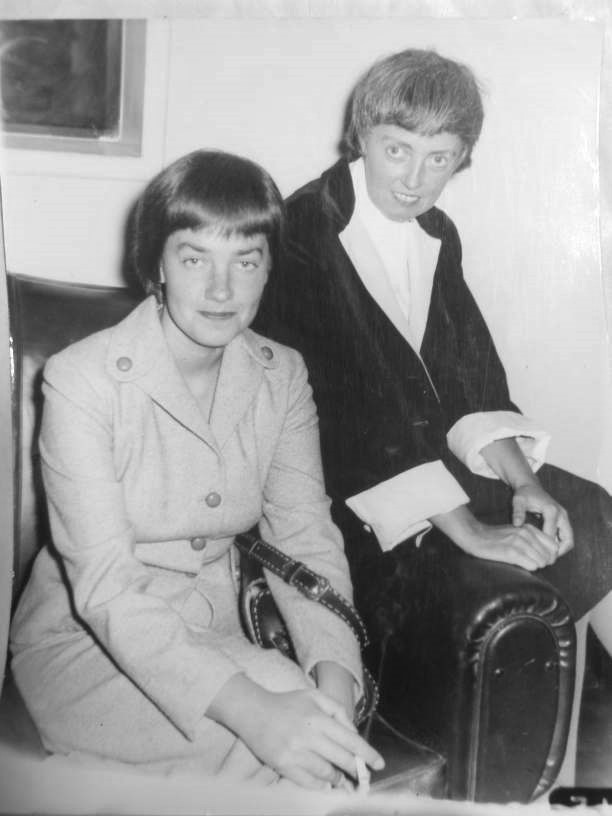
María Elena Walsh y Leda Valladares de visita en Tucumán, 1956.

En París, se relacionaron con otros artistas como Violeta Parra —a quien Walsh describió como «celosa, de carácter sombrío y huraña»—, Lalo Schifrin, Barbara y Blossom Dearie, y grabaron sus primeros álbumes, «Cantos de Argentina» (1954) y «Bajo los cielos de la Argentina» (1955), con canciones de tradición oral del folclore andino argentino como «Dos palomitas» y «Huachi tori», y también con temas de Atahualpa Yupanqui —por entonces radicado en París— como «La arribeña» de Jaime Dávalos, «El humahuaqueño» de Rafael Rossi y «Viva Jujuy» de Rolando Valladares. Tiempo después, «Cantos de Argentina» fue editado en Estados Unidos bajo el sello Vanguard. De acuerdo con su biógrafo Pujol, «la voz de María Elena sonaba más "blanca" que la de Leda; esta última reproducía las inflexiones y los timbres de las bagualeras del norte argentino». En un segundo viaje a Londres, en el afán de proseguir sus grabaciones, tomaron contacto con el musicólogo Alan Lomax, director de la discográfica Folkways, que no mostró entusiasmo por lo que hacían y terminó por desanimarlas.
Walsh hacía gran parte del espectáculo; era la encargada de presentar las canciones, explicar de qué se trataban y matizar la introducción con algún chiste o anécdota. Valladares, once años mayor que Walsh, era más rígida en materia de repertorio y en lo referente a la presentación formal del espectáculo. Las diferencias entre Valladares y Walsh se fueron acentuando con el tiempo, dado que era difícil preparar un espectáculo en función del estudio antropológico como pretendía Valladares y no en función del aparato comercial. Walsh apreciaba el show completo, aun con esas eventuales canciones que era obligatorio incluir porque el público las reclamaba, como el «Carnavalito humahuaqueño». Valladares reivindicaba el valor del indigenismo y del folklore puro, en el sentido de la creación anónima, mientras que Walsh se inclinaba por la creación de nuevas expresiones alimentándose de las raíces folclóricas, pero sin estar estrictamente restringida a ellas. A pesar de eso, el dúo se prolongó durante diez años. La proliferación de grupos latinoamericanos con mayor competitividad y flexibilidad comercial, como Los Chalchaleros y el trío Los Panchos, terminaron por sustituir a Walsh y Valladares en el correr del tiempo.
De regreso en Argentina en 1956, realizaron una extensa gira por el Noroeste argentino, donde interpretaron varias canciones que fueron reunidas luego en sus dos primeros álbumes realizados en el país, los dos volúmenes de «Entre valles y quebradas», ambos de 1957. En las provincias del norte, también presenciaron una edición de la Manca Fiesta o Fiesta de la Olla, una feria indígena con gente que baja una vez por año desde el altiplano con objetos de alfarería primitiva para canjearlos por productos agrícolas y de manufactura. Ambos discos fueron muy bien recibidos en los círculos de artistas e intelectuales, como Cuchi Leguizamón, Manuel J. Castilla, Victoria Ocampo, Atahualpa Yupanqui y María Herminia Avellaneda, que llevó al dúo a presentarse en Canal 7. Los discos gozaron de buenas ventas, a pesar de la procedencia y rasgos europeos de sus intérpretes, una crítica recurrente entre sus detractores. Al año siguiente, en 1958, lanzaron el disco «Canciones del tiempo de Maríacastaña», íntegramente dedicado a coplas del antiguo romancero español, que si bien ya habían interpretado anteriormente, nunca las habían grabado de manera sistemática en un estudio de grabación.

### Reveses profesionales y comienzo de su producción infantil (1959-1963)

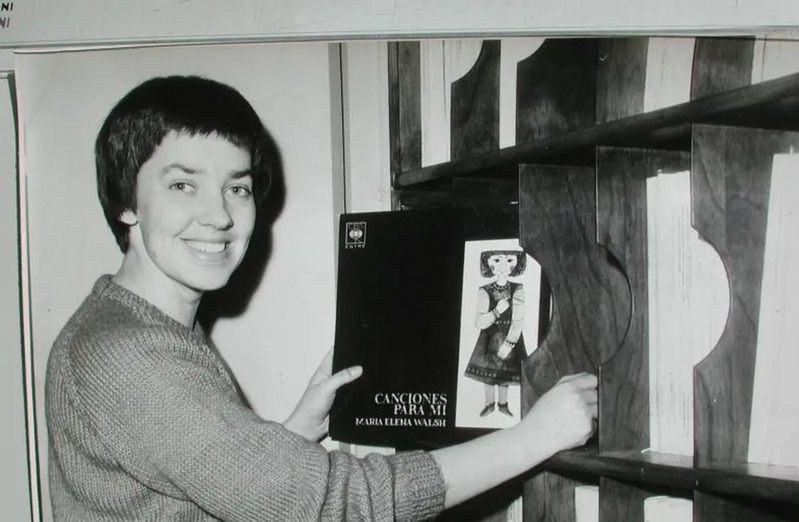
Maria Elena Walsh con un ejemplar del disco «Canciones para mí» (1963)

En París, un poco motivada por el declive del dúo Leda y María, comenzó a crear poemas, canciones y personajes infantiles que luego integraron Tutú Marambá. La escritora y editora infantil, Fryda Shultz de Mantovani, amiga de Victoria Ocampo, intentó presentarlos sin éxito en un par de editoriales. En ese poemario, dio forma a sus principales personajes: Doña Disparate, el Rey Bombo, la Vaca Estudiosa y la Mona Jacinta. La gran mayoría de ellos fueron presentados en Los sueños del Rey Bombo, un espectáculo que se estrenó en el Teatro Auditorium de Mar del Plata en febrero de 1959. La prensa señaló en referencia a la obra que «la autora no cuenta ninguna historia, sólo habla poéticamente de algunos seres» y, en general, las críticas fueron negativas o se enfocaron en el trabajo actoral de Roberto Aulés. La Nación publicó que «nada es serio en esta pieza ni nada convoca al puesto realista y racional del mundo cotidiano... Hablan los pájaros, los sueños se materializan, cantan las ranas con voz humana; los ratones arrabaleros caminan dibujando quebradas tangueras, a la manera del 900; el mundo todo es informal, es infantil, plástico, fluido, poético». Al finalizar el verano, la obra pasó al Teatro Presidente Alvear y en 1962, se repuso en el Teatro Cómico. También se lanzó en 1960 un disco con el material de la obra a través de Plin, un sello discográfico fundado por Valladares y Walsh, que no tuvo ninguna repercusión. Incluía las primeras cuatro canciones de Walsh en ser grabadas: «La vaca estudiosa», «Canción del pescador», «El reino del revés» y «Canción de titina».
En 1958, había sido convocada para Buenos días, Pinky, un programa protagonizado por Lidia Satragno, donde intervino como libretista. El programa duró solo tres meses, pero alcanzó un éxito notable que le valió dos premios Martín Fierro. Walsh, por su parte, obtuvo el premio Argentores como mejor guionista y calificó su trabajo como «arduo, difícil, pero también sumamente grato» y «un gran taller para mí». Los guiones de uno de los programas protagonizados por Pinky luego fueron reversionados para Dailan Kifki, un libro infantil que narraba las aventuras de un elefante y se publicó en 1966.
María Herminia Avellaneda, que había visto su presentación de Tutú Marambá, le propuso en 1959 hacer un programa de televisión para niños, lo que finalmente derivó en el estreno de Doña Disparate y Bambuco, representada por Lydia Lamaison, Osvaldo Pacheco, Pepe Soriano y Teresa Blasco. Ahí, Walsh interpretó sus primeras canciones infantiles, pero la experiencia duró cuatro meses. En esta obra —una de las últimas en la que Valladares y Walsh intervinieron juntas— aparecieron el Mono Liso y, sobre todo, la tortuga Manuelita, el personaje más conocido del universo infantil creado por Walsh. La obra tenía una similitud con el clima onírico de Alicia en el país de las maravillas, aunque algunos críticos advirtieron que el lenguaje empleado por Walsh resultaba demasiado inteligible para los niños.Walsh volvió a colaborar como libretista con Avellaneda en Soledad Monsalvo (1960) de Canal 7 y Yo soy... usted (1961), que incorporaron y abordaron cuestiones sociales y culturales totalmente infrecuentes, como las dificultades económicas y las relaciones laborales de un matrimonio joven.
El crítico Leopoldo Brizuela señaló:

«Según las entrevistas de entonces, Walsh concibió a Doña Disparate como la encarnación paródica del sentido común, mientras que Bambuco es la "personificación de la infancia". Pero, más profundamente, ambas representan las dos personalidades de Walsh: la rigurosa, romántica y un poco demasiado retórica de Otoño imperdonable, y la niña, popular, y un poco demasiado fresca de Tutú Marambá. Las dos salen a batirse a duelo, nunca se vencen la una a la otra y siempre renacen en la cada vez más luminosa hoguera del humor, en la valiente ordalía de crear».
Leopoldo Brizuela.

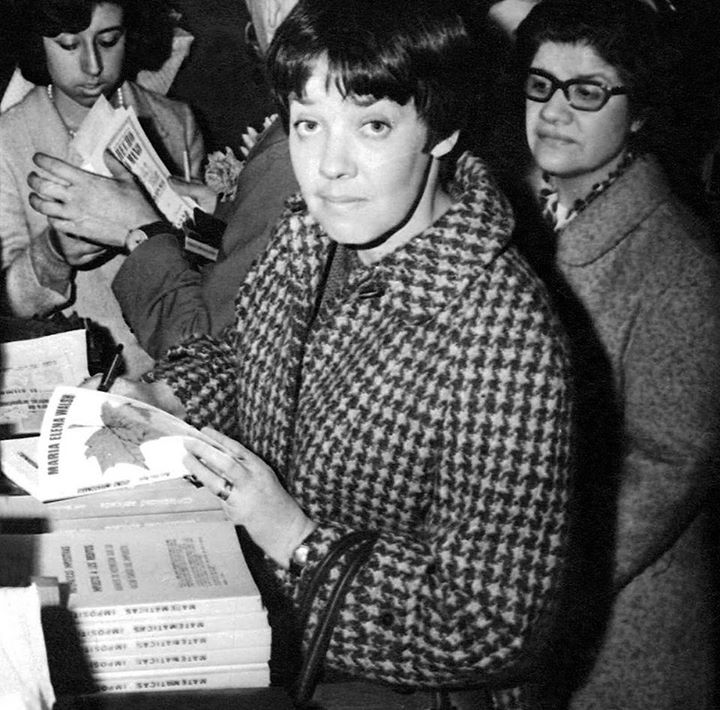
Walsh firmando autógrafos en la librería El Ateneo, septiembre de 1962.

La muerte de su madre en 1961 a causa de un cáncer tiroideo y la ruptura de su relación personal con Valladares sumió a Walsh en una profunda depresión que la sometió a tratamientos de curas de sueño. Tras un impasse laboral, dio origen al espectáculo infantil Canciones para mirar, del que también se ejecutó una versión discográfica. La idea original de Walsh era crear un género similar a un «cabaret para chicos» o un «varieté infantil» que revolucionara el mundo del espectáculo, el folclore y la música infantil, un show donde un número fuese reemplazado por otro que no tuviese nada que ver con el anterior en una suerte de pantomima. Se estrenó inicialmente en el Teatro Infantil de Necochea y luego, en el Teatro Municipal General San Martín con un fuerte éxito. Un cronista de Primera Plana llegó a manifestar que «hubo casos de niños que asistieron catorce veces al espectáculo» y la escritora Victoria Ocampo, que presenció la obra, también realizó comentarios elogiosos acerca de ella. El suceso fue tal que la obra fue estrenada con un elenco distinto en Nueva York. De acuerdo con su biógrafo Pujol, Walsh no sólo entretenía a los niños, sino que estaba desarrollando un nuevo «género literario», a la vez que fundaba un «nuevo tipo de canción de autor», dado que no existían demasiados antecedentes de literatura y canciones infantiles hasta ese entonces en Argentina. Los álbumes «Canciones para mí» y «Canciones para mirar» se grabaron de manera consecutiva a lo largo de 1963 y se comercializaron en 1964 para CBS Columbia, lo que aseguraba una buena prensa y una amplia distribución.

### Transición del repertorio infantil al de adultos (1964-1967)

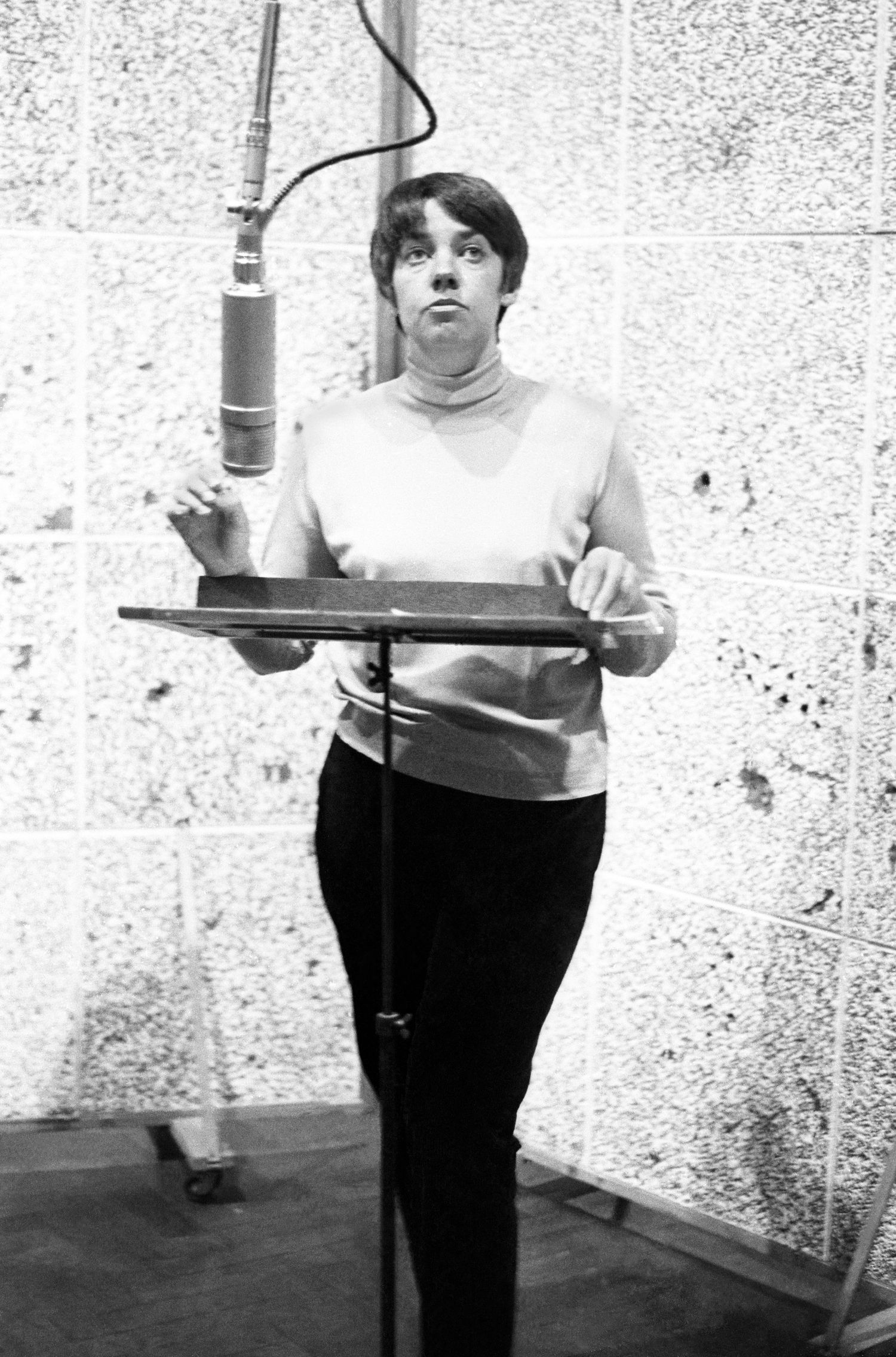
María Elena Walsh en un estudio de grabación.

Canciones para mirar fue sucedida por la publicación de cinco libros para niños, El reino del revés (1964), Zoo loco (1964), Dailan Kifki (1966), Cuentopos de Gulubú (1966) y Aire libre (1967), que marcaron fuertemente la formación cultural de las siguientes generaciones de argentinos. Para ese entonces, Valladares y Walsh tenían decidido que querían seguir caminos distintos y antes de separarse en 1963, grabaron un último LP, «Navidad para los chicos», que reunía cuatro canciones navideñas de Walsh en las que ambas cantaron con Roberto Aulés. Posteriormente, hacia 1967, Walsh descubrió que a los empresarios televisivos no les convenía invertir grandes sumas de dinero en un público que no tenía el poder adquisitivo de un adulto. La falta de interés comercial —el mismo motivo que frustró la continuación del dúo Leda y María— y el temor de Walsh a repetir viejas fórmulas de trabajo hicieron que paulatinamente se volcara a escribir canciones para adultos.
Fue así como en 1965 lanzó Hecho a mano, un poemario para adultos que Oscar Hermes Villordo calificó como una «obra irónica, sabiamente formal, con mucho de la magia del hablante corriente» y Versos para cebollitas, una recopilación de versos folclóricos infantiles que contó con la colaboración de León Benarós, Manuel J. Castilla y Carlos Vega.
En 1966, El país del Nomeacuerdo marcó el cierre del ciclo de canciones infantiles y el comienzo de la colaboración con el músico Oscar Cardozo Ocampo, de hecho, las versiones de «Marcha de Osías», «La reina batata», «El gato confite» y «Canción del jacarandá» se produjeron con un criterio de instrumentación diferente que marcó una transición a su repertorio de canciones para adultos. Por esa época, Walsh comenzó a interiorizarse en pedagogía, y leyó investigaciones empíricas de Arnold Gesell, Henri Wallon y Jean Piaget que analizaban los juegos infantiles y reflexionaban sobre sus funciones en el proceso de prefiguración y aprendizaje. El éxito de sus canciones para niños la había llevado a lanzar más de diez mil unidades anuales por cada uno de sus discos, sucesos de boletería para las obras de teatro y varias ediciones de libros —Tutú Marambá llevaba nueve ediciones para 1968—, lo que le permitió vivir de los derechos de autor que regenteaba de ellos.
Además, publicó Aire libre (1967), un manual para segundo grado lanzado por la editorial Estrada que constituyó el único intento curricular encarado por Walsh. Fue calificado como una «verdadera bomba de tiempo en el vetusto edificio de la pedagogía infantil» y recopilaba una antología de poesía de Baldomero Fernández Moreno, José Tallón y Alfonsina Storni. Para ese entonces, Walsh había sido galardonada, entre otros reconocimientos, con la medalla de oro de Argentores y el primer premio de la Asociación de Críticos Teatrales de Buenos Aires y Montevideo.

### Canciones para adultos (1968-1975)

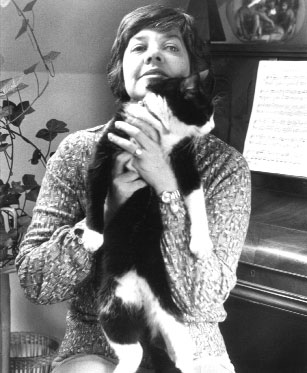
María Elena Walsh con su gato, retratada por Pepe Fernández, 1971.

Por aquellos años, cuando Walsh sintió agotado su repertorio infantil, y temerosa de repetir monótonamente como muchos autores alguno de sus éxitos pasados, se volcó a escribir canciones para adultos. Compuso temas emblemáticos como «Zamba para Pepe», «Serenata para la tierra de uno», «Barco quieto», «La Juana» y «Los ejecutivos». Fue convocada en 1968 por la directora del Teatro Regina, María Luz Regás, para hacer un recital y, para sorpresa de Walsh, que esperaba en una semana cumplir con la expectativa de público, el espectáculo se prolongó durante un año entero en el teatro, y luego por el interior del país. El show contenía canciones para adultos y se titulaba Juguemos en el mundo o Show para los ejecutivos. Ernesto Schoo de Primera Plana lo describió como un «milagro en Buenos Aires», mientras que La Nación lo adjetivó como «juego múltiple, esplendente, gracioso y melancólico». La propia Walsh confesó en una entrevista que «no lo hice antes porque tenía miedo. Un miedo pavoroso, pero no al fracaso. Tenía miedo a equivocarme, miedo al escenario. ¿Por qué no? Sólo los caraduras no tienen miedo. He visto cómo los perritos, vestidos con polleritas para sus números de acrobacia, se mueren de miedo al enfrentar al público».
Juguemos en el mundo tuvo una importancia determinante en el curso de la música popular de fines de los años de 1960 y 1970. En un informe de Primera Plana, Ernesto Schoo examinó el fenómeno de la «nueva canción argentina», reconociendo un rol decisivo en Walsh. Aunque advertía del trabajo anterior de Dina Rot y Carlos Waxemberg, reconoció que las canciones de Walsh dieron un impulso fuerte a un tipo de canción argentina poco afín a los géneros tradicionales. En referencia al hecho de que cada espectador regresaba a su casa con la convicción de que Walsh le había cantado a él en particular, como si una investigación sociológica hubiera precedido el show, Oscar Cardozo Ocampo manifestó que «ella tenía un tema para cada persona del público. Al promediar el recital, ante un abanico de canciones desplegado, cada uno sabía qué parte del espectáculo le estaba dirigida. Era un fenómeno extraño, pocas veces vi algo así».

«Cuando preparaba un show estaba todo el día tranquila, callada, meditando lo que iba a hacer a la noche, tratando de no distraerse en nada. Era una dedicación total. Gracias a esa concentración lograba un dominio del público como yo nunca antes había visto. Uno sentía cómo cambiaba el estado de ánimo de la gente a medida que lo deseaba. Con un girar de la mirada, un gesto de la mano, se percibía claramente el paso de una corriente en el público».
María Herminia Avellaneda.

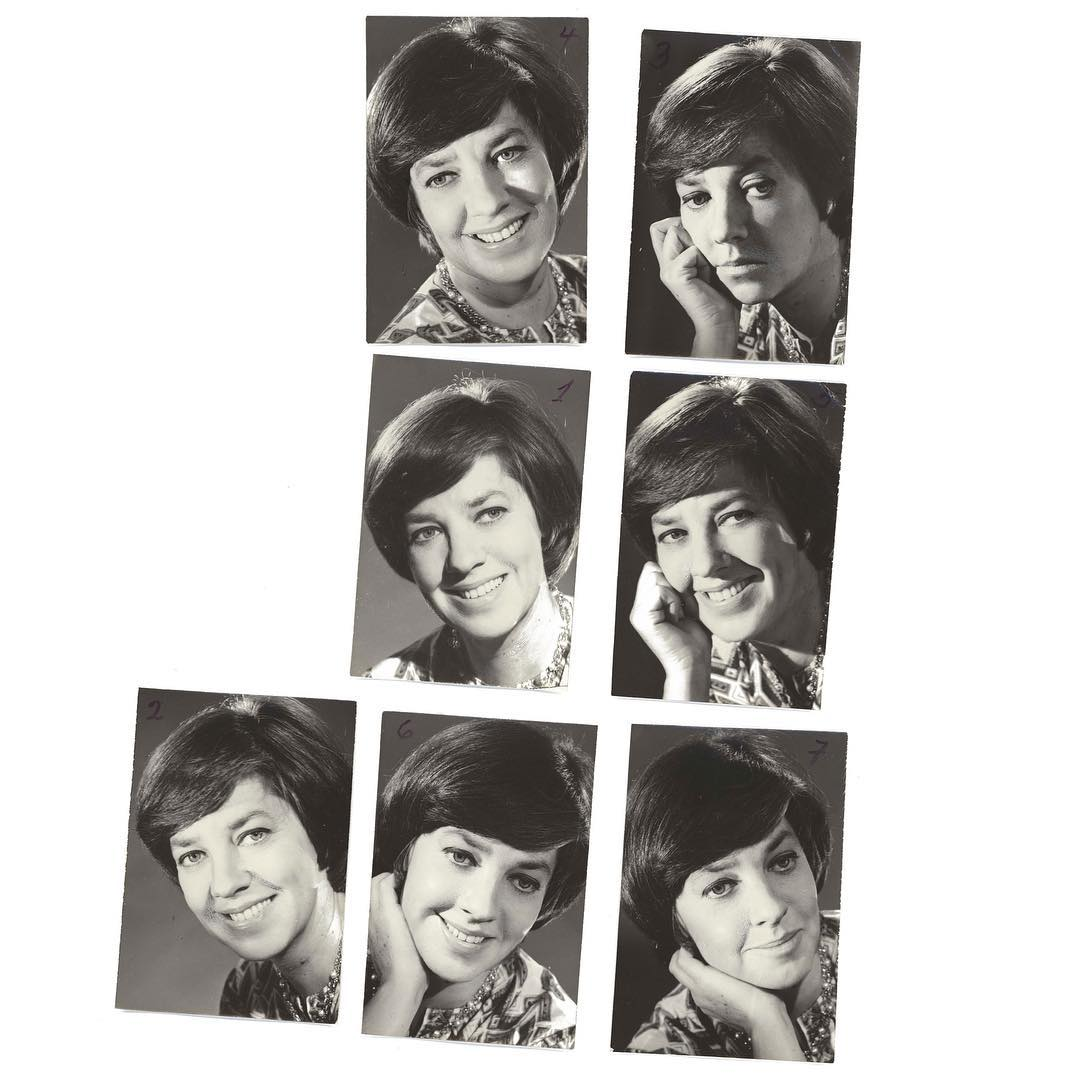
Retratos de Walsh tomados por Foto Estudio Luisita a comienzos de los años de 1970.

De su galería de personajes sobresalía la figura del ejecutivo, cuya canción fue la más difundida a través de versiones discográficas de la autora, Tita Merello, Horacio Molina y Susana Rinaldi. El ejecutivo era un hombre de negocios que había apoyado el golpe de Estado de Onganía y vivía pendiente de las cotizaciones de las bolsas internacionales. «Los ejecutivos» se grabó por medio de CBS junto a otros temas que incluían «Para los demás», «Vals del diccionario», «Zamba para Pepe», «El 45» y «Miranda y Mirón». Al año siguiente, en 1969, el segundo volumen de Juguemos en el mundo estrenó piezas como «Sapo fiero», «Canción de cuna para gobernantes», «Fideos finos», «El señor Juan Sebastián» y «El señor Ravel». Las canciones también fueron llevadas al cine a través de una película, Juguemos en el mundo (1971) de María Herminia Avellaneda, el único documento audiovisual de Walsh donde recreó sus propias composiciones, aunque en términos de boletería significó un rotundo fracaso. Salvo algunas instrumentaciones de Santiago Chouhy, Mario Cosentino y Juan Pugliano, el músico más comprometido con su obra fue Cardozo Ocampo, cuyos conocimientos de la música popular enriquecieron el repertorio de Walsh. A lo largo de sus discos posteriores —«El sol no tiene bolsillos», «Como la cigarra», «El buen modo» y «De puño y letra»— incluyó también colaboraciones musicales de Chico Novarro, Héctor Stamponi, Oscar Alem y Jairo.
En 1972, realizó una gira por Estados Unidos, Costa Rica y México, donde conoció a Juan Rulfo, y a su regreso, en el afán de restablecerse económicamente luego del fracaso de la película Juguemos en el mundo, llevó adelante algunas temporadas teatrales en el Teatro Regina y el Teatro Municipal General San Martín entre 1972 y 1974, de las que destacan sus presentaciones con el recital El buen modo. También presentó cuatro libros con cuentos para niños con la editorial Estrada: El diablo inglés —el más destacado—, La sirena y el capitán, Angelito y El país de la geometría.

### Retiro prematuro y lucha contra el cáncer óseo (1976-1982)
En julio de 1978, a los 48 años, Walsh informó a la prensa que ya no seguiría componiendo ni cantando. En respuesta a Olga Pinasco, que le preguntó por qué abandonaba los escenarios en pleno auge de su carrera, Walsh respondió: «Con Chau Ejecutivos cierro una etapa que siento agotada, y necesito terminarla así. Cuando ya no tengo ganas de hacer algo —a mí me parece indecente hacer algo sin ganas—, sé que terminó esa etapa». En esencia, Chau Ejecutivos significó su último recital, pero no cesó su intervención pública como crítica de la cultura y de la política. Su pareja, Sara Facio, señaló: «En el 78 los espectadores sentimos un gran vacío. Pero viviendo con ella lo pude comprender: María Elena es ese tipo de persona que nunca saca suficiente rédito del éxito. Sólo he conocido un artista con esa característica: Astor Piazzolla. El armaba y desarmaba el quinteto sin preocuparle el éxito, dejando desconcertados a sus seguidores». En efecto, la voz de Walsh mostraba algunos signos de debilidad y su ingenio para la composición parecía estar agotándose. Su último disco, «De puño y letra» (1976), había estrenado canciones que, salvo «El valle y el volcán» y «Sábana y mantel», no tuvieron ninguna repercusión. Por otro lado, las presiones de censura entre 1976 y 1978, tras el golpe de Estado, se tornaron insoportables para Walsh, que prácticamente se veía imposibilitada de cantar sin omisiones un repertorio para «hacerle cosquillas al poder», como solía decir, aunque la cantante carecía de filiación política. Uno de sus temas, «Gilito de Barrio Norte», incluso fue prohibido por el Comfer. En otra ocasión, recibió la orden de tachar del repertorio «Palomas de la ciudad» durante una presentación que iba a realizar en una sala dirigida por Blackie.
Por esos años, Walsh emprendió diversos viajes por Europa, Estados Unidos y Latinoamérica y llegó a un acuerdo con el diario Clarín para enviar notas dedicadas a escritores e impresiones de viajes desde el exterior para ser publicadas en el suplemento Cultura y Nación, aunque también escribió artículos con tono de denuncia como «Argentinos sin alma», que salió publicado en octubre de 1980 y reflexionaba sobre la competencia desleal a la que se veía sometida la música argentina frente a la importada. Sin embargo, su publicación más célebre y polémica salió el 16 de agosto de 1979 titulada «Desventuras en el país-jardín-de-infantes», donde reflexionó acerca de la censura en el gobierno militar. El título fue reutilizado en 1993 para titular un libro.

«Hace tiempo que somos como niños y no podemos decir lo que pensamos o imaginamos. Cuando el censor desaparezca, ¡porque alguna vez sucumbirá demolido por una autopista!, estaremos decrépitos y sin saber ya qué decir. Habremos olvidado el cómo, el dónde y el cuándo y nos sentaremos en una plaza como la pareja de viejitos del dibujo de Quino que se preguntaban: "¿Nosotros qué éramos...?"».
María Elena Walsh en Desventuras en el país jardín de infantes (1979).

El artículo, en esencia, situaba al lector en un país devenido en aula escolar, al frente del cual estaba un celador o censor, figura omnipotente que, a la manera del «Gran Hermano» de George Orwell, observaba todo con fines represivos. Si bien el artículo realizaba algunas concesiones graves a los militares, sobre todo al reconocerles un rol importante en la lucha contra la guerrilla, el tono general era descalificador para con el celador, al que trataba de represor, bruto e ignorante. Luego de su publicación, La Azotea, la editorial que dirigía Sara Facio, recibió llamadas constantes durante todo el día en solidaridad con la autora hasta completar un casete entero del contestador automático. Pocos días después, Walsh recibió un llamado de María Herminia Avellaneda avisándole que, de acuerdo con una notificación que acababa de llegar al canal, quedaba prohibida la difusión por televisión y radio de todas sus canciones y libros.
Entre 1979 y 1980, Walsh estuvo en los países nórdicos —de ahí nació el artículo «El país escandinavo» de noviembre de 1979— y visitó París, donde hizo una versión francesa de sus canciones y grabó un disco con Jairo, «Chansons a regarder», con tapa ilustrada de Guillermo Mordillo.

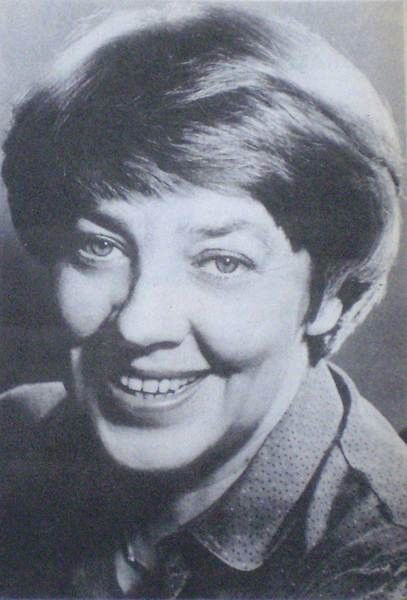
María Elena Walsh en 1982.

Por aquella época, su salud comenzó a flanquear. Luego de atravesar varios meses con fuertes dolores de pierna y cadera, y sucesivos diagnósticos erróneos, Walsh fue ingresada en 1981 en el Instituto del Diagnóstico con pronóstico reservado a raíz de una fractura de fémur. Ese mismo año, más tarde, fue diagnosticada con un cáncer óseo al que calificó como su «propio Proceso de Reorganización Nacional», y se evaluó amputarle una pierna con el convencimiento de que «quien tiene brazos, camina», pero Walsh desistió de someterse a ese procedimiento. Posteriormente, fue ingresada en diversos sanatorios de la Ciudad, entre ellos el Bustamante, el Anchorena y el Bazterrica, donde fue sometida a tratamiento de rayos y quimioterapia, y a varias cirugías con el fin de salvarle la pierna afectada. En noviembre de 1981, brindó un reportaje a la revista Gente, donde afirmó: «Estoy viviendo de yapa» y posteriormente, dijo: «Tengo 51 años y amo la vida. Por eso peleo».

### Retorno de la democracia y vida posterior (1983-1999)
En 1982, Susana Rinaldi estrenó Hoy como ayer, un espectáculo a modo de homenaje a Walsh que transitaba por todas sus canciones para adultos y sirvió para apuntalar a la autora en un momento difícil de su vida. Instaurada la democracia en 1983, condujo por Canal 11 el programa de TV diario La cigarra junto a Susana Rinaldi y María Herminia Avellaneda, que irrumpió con los tradicionales espacios vespertinos dedicados a las amas de casa del estilo de Buenas tardes, mucho gusto y fue uno de los primeros ciclos televisivos de la era democrática y feminista. Ahí, aparecieron por primera vez en televisión local las Madres y Abuelas de Plaza de Mayo. También entrevistaron a artistas y políticos censurados durante la dictadura militar. El ciclo suscitó críticas y escepticismo por su contenido periodístico y de opinión, y fue desplazado del aire seis meses después de su lanzamiento en 1984 luego de no satisfacer las expectativas generadas. La revista Humor, por ejemplo, publicó una tapa que rezaba: «La cigarra no es un bicho, son tres».
Walsh mostró indicios de acercamiento al gobierno radical de Raúl Alfonsín al comienzo de su mandato, sobre todo en lo que respectaba a políticas de derechos humanos. De hecho, su traducción de «We shall overcome», un himno de los derechos civiles, fue interpretado por Jairo en el acto de cierre de su campaña presidencial y algunas canciones de su autoría como «La cigarra» se resignificaron y popularizaron en un contexto de revisionismo. En marzo de 1984, integró el Consejo para la Consolidación de la Democracia y se la designó asesora ad honorem de la Secretaría del Desarrollo Humano y Familia, cargo al que renunció el 26 de marzo de 1986 a causa de la burocratización y la inoperancia que Walsh percibía en el área de la cultura. En una carta enviada al propio Alfonsín, señaló: «Ya que en los dos años jamás fui convocada para opinar sobre estos asuntos, mi renuncia parece obvia, pero es mi deber elevársela, señor Presidente, junto con mi gratitud por la confianza que usted me dispensara». Tiempo después, en un reportaje brindado a la revista Somos luego de finalizar su colaboración en los textos del documental La República perdida (1985), afirmó que la política le parecía «espeluznante». Aun así, retomó sus actividades en la Sociedad Argentina de Autores y Compositores —había trabajado un breve tiempo durante la gestión de Ariel Ramírez en los años 1970—, desde donde se hizo cargo de las actividades culturales de la entidad.
En sus últimos 20 años de vida, fue merecedora de múltiples reconocimientos. Recibió la distinción de «Ciudadana ilustre de la Ciudad de Buenos Aires» en 1985 y un reconocimiento de la Asociación Mutual Israelita Argentina por la versión en hebreo de sus cuentos en 1987. Ese mismo año, la Embajada de Polonia la condecoró con la Orden de la Sonrisa y en marzo de 1990, la Universidad de Córdoba le otorgó un doctorado honoris causa. El gobierno de la provincia de Buenos Aires la declaró «Personalidad ilustre» en 1991 y en 1995, recibió el premio mundial de literatura infantil José Martí.

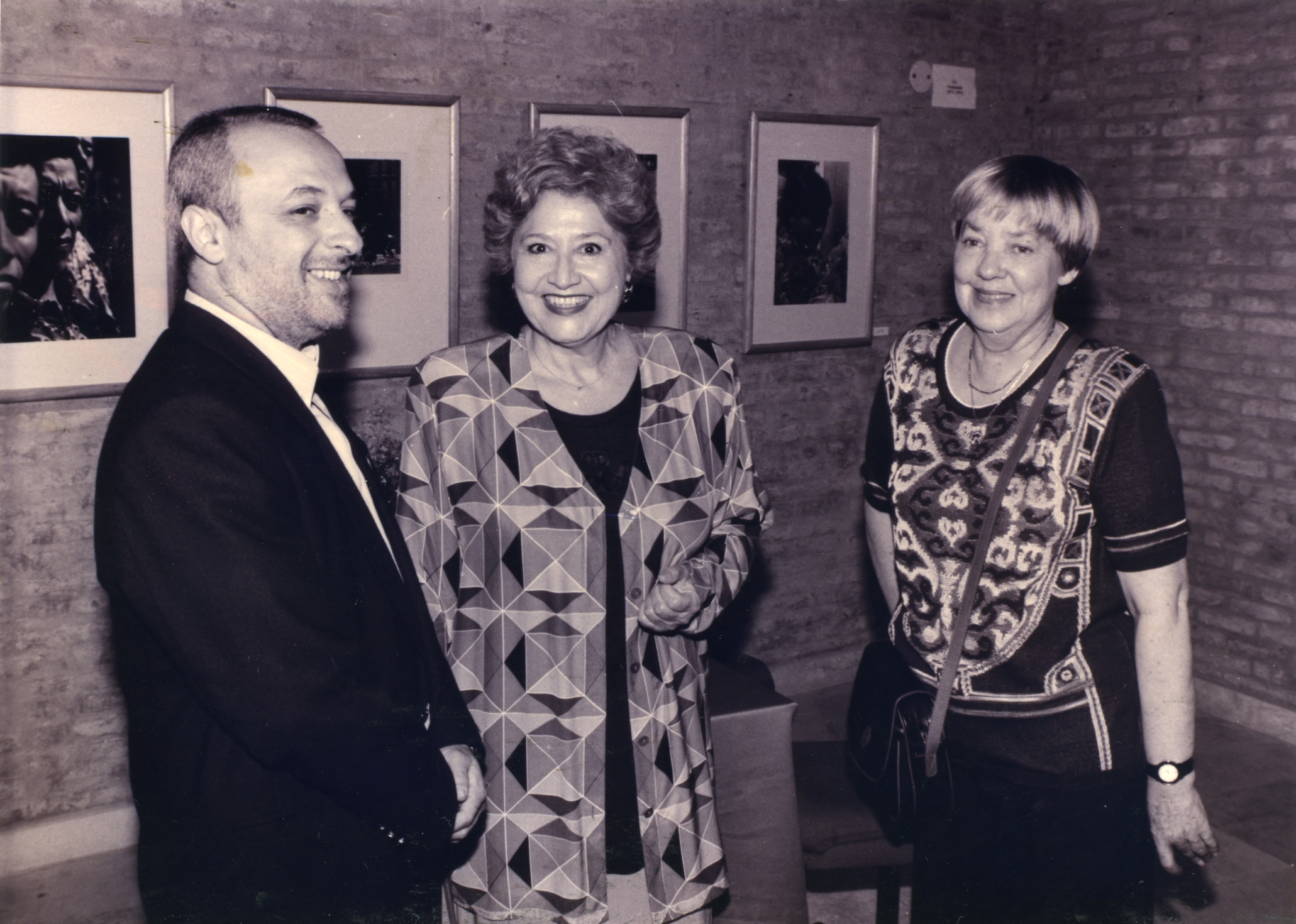
Sara Facio y María Elena Walsh en el Centro Cultural Parque España, Rosario, 1995.

En 1990, publicó un libro autobiográfico, Novios de antaño, donde evocó sus primeros años de vida. A mediados de los años de 1990, comenzó a diseñar los borradores de Manuelita, ¿a dónde vas?, donde se propuso reversionar su canción más célebre en una novela de episodios. El libro fue lanzado en 1997 y no despertó ningún interés. Si bien su situación económica luego del retiro era satisfactoria y ninguna de las actividades que encaraba respondía a razones monetarias, debía ocuparse de que sus canciones y libros no quedaran sin reeditar por mucho tiempo. La premura con la que se asoció al agente literario Guillermo Schalvezon y cambió de editorial en los últimos años —de Sudamericana a Alfaguara, pasando por Espasa Calpe— tuvo que ver con su afán de incentivar las políticas de reediciones, la posibilidad de acceder a mejores contratos de adelantos y mejorar la calidad gráfica de sus ediciones.
En agosto de 1997, el sello Sony lanzó «Cantamos a María Elena Walsh» en tributo a la autora. Walsh se mostraba poco en público y continuaba siendo díscola con los entrevistadores, aunque vertía opiniones desde los periódicos o revistas ocasionalmente. Apoyó la iniciativa de eliminar la publicidad en inglés del ministro de Cultura de Carlos Menem, Jorge Asís, criticó a los funcionarios del Gobierno de la Ciudad de Buenos Aires por las dificultades de los discapacitados para andar en la vía pública y suscitó una gran repercusión su artículo «La ñ también es gente» en defensa del uso de esa letra en los teclados de las computadoras importadas:

«¡No nos dejemos arrebatar la eñe! Ya nos han birlado los signos de apertura de interrogación y admiración. Ya nos redujeron hasta el apócope [...] Sigamos siendo dueños de algo que nos pertenece, esa letra con caperuza, algo muy pequeño, pero menos ñoño de lo que parece [...] La supervivencia de esta letra nos atañe, sin distinción de sexos, credos ni programas de software. Luchemos para no añadir más leña a la hoguera donde se debate nuestro discriminado signo [...] La eñe también es gente».
María Elena Walsh, diario La Nación, 1996.

Cuando en 1991, durante la presidencia de Carlos Menem en Argentina, se debatió la posibilidad de implementar la pena de muerte, escribió una reflexión sobre el tema que finalizaba con la siguiente frase:

«A lo largo de la historia, hombres doctos o brutales supieron con certeza qué delito merecía la pena capital. Siempre supieron que yo, no otro, era el culpable. Jamás dudaron de que el castigo era ejemplar. Cada vez que se alude a este escarmiento la Humanidad retrocede en cuatro patas».
María Elena Walsh, Clarín, 12 de septiembre de 1991.

A propósito del menemismo, no tenía una imagen especialmente negativa de su líder ni de su gobierno, y mantuvo una amistad con simpatizantes de sus políticas, como Bernardo Neustadt y Gerardo Sofovich. En diciembre de 1997, la publicación de un artículo de su autoría en La Nación en detrimento de la Carpa Blanca generó repudio y críticas negativas, sobre todo con los docentes que protestaban frente al Congreso de la Nación. La nota trataba duramente a los maestros y Walsh describió a la carpa como algo de «grosera fealdad», que empobrecía el paisaje de la ciudad. Se refirió a la protesta como un «truque entre los dirigentes del gremio y los promotores de artistas nativos y extranjeros», y criticó severamente el ayuno al que los manifestantes habían recurrido como recurso de protesta. Un grupo de docentes escribió una carta de desagravio en Página/12 señalando que sus palabras habían causado «Estupor. Indignación. Pero sobre todo una inmensa desilusión. Ese es el sentimiento de los que nunca pensamos que aquellos versos en los que hablando desde la piel del maestro decías "Vivo zurciendo penurias y consolando miserias" fueran "una apelación a la sensiblería popular"». Quino, incluso, llegó a compararla con el personaje Susanita de Mafalda y la escritora Graciela Montes escribió, a modo de carta personal, que «nadie en su sano juicio te tiene por dinosaurio», en referencia a Walsh. Como consecuencia de sus dichos, las ventas de sus libros disminuyeron drásticamente, tanto en la editorial Seix Barral como Espasa Calpe, pero su popularidad volvió a resurgir en 1999 con el estreno de la película Manuelita, dirigida por Manuel García Ferré, que significó un éxito rotundo y la hizo conocida entre las nuevas generaciones.

### Últimos años y fallecimiento (2000-2011)

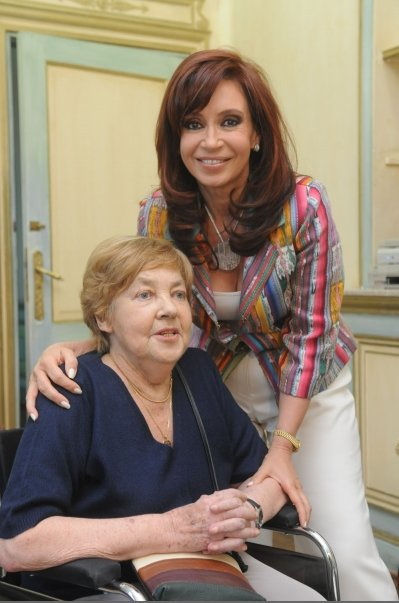
María Elena Walsh con la presidenta Cristina Fernández de Kirchner en un encuentro en Casa Rosada, 2008.

Sus últimos libros fueron Hotel Pioho's Palace (2002) y Fantasmas en el parque (2008). Graciela Melgarejo, en una reseña para la revista cultural de La Nación, calificó este último libro, de tono autobiográfico, como «una flor nueva que crece, misteriosa y perfecta, en medio de un gran parque ciudadano y sobre los restos de una cárcel». En Fantasmas en el parque, Walsh se refirió por primera vez a Sara Facio, con quien convivió durante 30 años, al confesar que «es mi gran amor, ese amor que no se desgasta sino que se transforma en perfecta compañía». En 2009, se editaron por primera vez los libretos de Canciones para mirar y Doña Disparate y Bambuco, y se montó un espectáculo, Varieté para María Elena, dirigido por Gerardo Sofovich en el Teatro Tabarís.
En 2005, se le diagnosticó una osteoporosis severa que le ocasionó una fuerte debilidad ósea. Durante la temporada navideña de ese año, Walsh fue incapaz de sentarse en la mesa a causa de las fracturas de vértebras espontáneas que sufría como consecuencia de su enfermedad. Los dolores y fracturas que padecía la llevaron a ingerir fuertes calmantes y a permanecer en un estado de semiinmovilidad, a menudo trasladándose en silla de ruedas. En 2008, brindó un reportaje donde manifestó que «no quiero salir del país, ni de la ciudad, ni de mi casa ni de mi cama».
Walsh falleció a los 80 años el 10 de enero de 2011 en el Sanatorio La Trinidad de Buenos Aires luego de sufrir una descompensación en su estado de salud. Al momento de su muerte, se encontraba rodeada de Mariana Facio, sobrina de Sara. Sus restos fueron velados en el edificio de la Sociedad Argentina de Autores y Compositores e inhumados en el panteón que la asociación tiene en el cementerio de la Chacarita. El novelista Alan Pauls se refirió a Walsh como «la Sarmiento de la segunda mitad del siglo XX» y la presidenta Cristina Fernández de Kirchner, al asistir a sus exequias, la definió como «una referente insustituible» cuyo valor «trasciende y caló hondo en el corazón de todos».

### Vida personal
Walsh jamás se casó ni tuvo hijos, aunque se declaró abiertamente lesbiana a mediados de los años 1950. Si bien mantuvo un noviazgo de cinco años —desde 1947 a 1952— con el escritor y periodista Ángel Bonomini, a quien conoció en una reunión del Jockey Club, la relación pronto se vio afectada por el distanciamiento producto de los viajes y las infidelidades. El periodista se refirió a ella en una oportunidad como una «persona excepcional, de un mundo mágico alrededor; un ser eminentemente poético que estaba descubriendo un mundo tan inabordable como el de la poesía». En febrero de 1949, Walsh le pidió desde Estados Unidos a su amigo Horacio Armani que transfiriera los beneficios de una beca que acababa de rechazar a nombre de Bonomini para poder reencontrarse con él, pero el trámite no prosperó. Poco después, su amiga Carmen Córdova recibió misivas donde Walsh le confesó su deseo de replantear su relación con Bonomini, y se esperaba una ruptura de la relación. A su viaje de regreso a la Argentina, Walsh mantuvo un romance pasajero con el capitán del barco que la trajo y se enteró de infidelidades por parte de Bonomini. La publicación en conjunto del libro Baladas con Ángel en 1952 fue el corolario de su relación, que finalizó ese mismo año. Walsh se refirió a ese libro y a esa época en 1987 como: «Creo que ese libro es un producto de la represión en lo personal y lo social. De una época siniestra que recomiendo a los nostálgicos. Un contexto de censura política en el que además teníamos un noviecito que sermoneaba: "No digas eso, no cruces las piernas, se te corrió la media", o "la Iglesia es la reserva de Occidente". Represión familiar, acoso de tipos en la calle, silencio sobre la sexualidad. En fin, que había que elegir entre la locura, el amor fotonovelado o el convento».
En 1954, Walsh mantuvo correspondencia con Carmen Córdova en donde le confesó su deseo de abandonar el hogar materno y le encomendó la búsqueda de un departamento para irse a vivir con Leda Valladares, una escritora tucumana once años mayor que ella a quien había conocido por correspondencia en 1952. Conformaron un dúo artístico, Leda y María, que se prolongó a lo largo de diez años y se especializó en la interpretación de temas musicales folclóricos propios del norte argentino. Valladares fue su primera pareja homosexual y ambas se fueron a vivir juntas en 1956 a una habitación de Canning —actualmente Raúl Scalabrini Ortiz— y Las Heras del barrio porteño de Palermo. La relación personal y artística finalizó en 1962 tras muchos años de diferencias profesionales.
Alrededor de 1966, inició un vínculo afectivo con la directora de cine María Herminia Avellaneda, con la que compartió viajes y proyectos laborales en televisión hasta los años 1980, incluso luego de separarse. Sin embargo, su relación homosexual más duradera fue la última, que se prolongó por más de treinta años, con la fotógrafa Sara Facio (1932-2024). Se conocieron en París en los años 1950 cuando Facio viajó por razones de estudio con Alicia D'Amico. Se reencontraron en 1965 y Facio adquirió un departamento en las calles Bustamante y Juncal, contiguo al de Walsh, diez años después. La relación perduró desde 1978 hasta la muerte de la escritora en 2011. En 2008, Walsh confesó en su libro autobiográfico Fantasmas en el parque que Facio «es mi gran amor, ese amor que no se desgasta sino que se transforma en perfecta compañía. A veces la obligué a oficiar de madre, pero no por mi voluntad sino por algunos percances que atravesé, de los que otra persona hubiera huido, incluida yo. Pero ella se convirtió en santa Sarita».

## Filosofía

### Reflexiones sobre el feminismo
En los años 1950 y 1960, Walsh comenzó a leer a Simone de Beauvoir y Jean Genet, dos autores que la marcaron profundamente, y en particular, la lectura de El segundo sexo signó un momento clave en su vida a tal punto de que lo calificó como «la biblia —todavía hoy no superada— del feminismo». También destacó a autoras feministas de los años de 1970 como Kate Millett, Germaine Greer, Shulamith Firestone y Robin Morgan, todas discípulas de Beauvoir, y resaltó los textos de Virginia Woolf, Victoria Ocampo y Doris Lessing —a quien entrevistó en 1981—, que posteriormente darían lugar a una multiplicidad de artículos periodísticos, entrevistas y reflexiones en sus diferentes facetas artísticas que, si bien en ese momento no se catalogaron así, eran de índole feminista. Admiraba a Ocampo, quien años más tarde se convirtió en su amiga, y su intercambio epistolar entre 1960 y 1979 fue editado luego por Sara Facio. «Ocampo aprende muy temprano que la verdadera revolución cultural es la emprendida por las mujeres. Es testigo de las batallas libradas en las primeras décadas del siglo por las sufragistas, a quienes tiene la osadía de elogiar y agradecer», señaló. En su artículo «Virginia Woolf y los secretos de la tribu femenina», Walsh escribió sobre el ensayo que le obsesionaba en su juventud, al igual que a Ocampo: «El cuarto propio es una metáfora de un ámbito mental, una manera de ordenarnos interiormente y escapar a la locura impuesta a las mujeres (y los pobres) por el discurso autoritario y represivo».

«¿Quién dijo que el feminismo no es integración humana? ¿Y quién dijo que Victoria no era feminista? Es que una dama, tan culta, tan bella, académica, para colmo, no puede, mejor dicho no debe ser feminista (...) La palabra feminista asusta a muchas personas. Sobre todo a las que temen al ridículo. En un libro se dice que se conserva de ella la caricatura y se ve a la feminista como a una vieja agresiva, agriada por su falta de pretendientes en la juventud, mal vestida, sin encantos femeninos».
Walsh sobre Victoria Ocampo, Feminismo y no-violencia (1979).

Walsh consideró al feminismo como «un fenómeno cíclico desde el siglo XVIII» que «aparece en forma esporádica, saca fuerzas de su derrota y vuelve a ser sofocado», y también lo calificó como «un movimiento enteramente revisionista». Respecto a la falta de continuidad que percibía en el movimiento, señaló: 

«Es como si las mujeres retomaran fuerzas y esperaran alguna circunstancia social y política para reaparecer. Cada vez que aparece el feminismo provoca una encarnizada reacción que tiende a silenciarlo de manera feroz. En nuestro país se prohibieron sistemáticamente la entrada de libros que tratan el tema. Los artículos al respecto que aparecen en algunas publicaciones solo pueden adquirir un nivel de divulgación casi pedestre. Entre 1970 y 1972, se reunieron aquí distintos grupos de conciencia a partir de los cuales comenzó a hablarse del tema muy lentamente. Pero claro, en 1976 tuvimos un cuartelazo que volvió a barrer con todo eso. Incluso alguna mujer fue amenazada con un drástico “basta de estos chistes”. Siempre reaparece, tímidamente, crece un poco hasta que lo vuelven a aplastar».

En el artículo «Infancia y bibliofobia», publicado en Clarín en 1980, Walsh volvió a reflexionar sobre el feminismo a través de la ironía:

«Si a nuestra sociedad le preocupara en serio el hábito de la lectura en los chicos, procuraría no seguir fomentando la existencia de madres ignorantes. A la mujer se la disuade firmemente, por todos los medios, de cultivarse en profundidad (...) A una nena entusiasmada con una novela se le sugerirá que "no se quede tanto tiempo sentada sin hacer nada, que ayude en las tareas domésticas».

En una entrevista con Página/12 en 2008, reflexionó sobre la hipocresía de la sociedad argentina frente a determinados temas que atañen a la mujer:

«Decime cuántos no verían con malos ojos que una mujer se niegue a la maternidad y diga: “Me revienta ser madre y tener hijos”. La verdad, muy pocos. Y ahí es donde se nota que en nuestro país no ha habido feminismo. O que si lo ha habido, ha sido una versión tímida, blandengue, autoencerrada por miedo, por pudor, por lo que sea. En países donde existió y existe el feminismo, se habla de estos temas con mucha más franqueza. Y en Argentina, mal que nos pese, aún estamos lejos de arriar la bandera del machismo».

Walsh era bien conocida por sus comentarios irónicos y mordaces, que muchas veces empleaba cuando se le preguntaba acerca de la mujer. En una ocasión, señaló: «Nunca pensé que hiciera falta agregar moraleja al final de una canción ni decirles a los nenes que se porten bien. Nunca me interesó ponerme en el papel de madre». Al respecto, Sara Facio recordó que «María Elena siempre sostuvo que la mujer lo primero que tenía que hacer era tener su independencia económica. Que a partir de ahí era su libertad para hacer lo que quería de su vida».
En su «Carta para una compatriota», publicada en revista Extra en 1973, señaló:

«Las feministas no tenemos odio, tenemos bronca. El odio —con los fierros, sean armas o moneda— es cosa de hombres. Estamos hartas de odio, aunque venga empaquetado en sublimaciones y piropos. No hemos declarado la guerra, sino que señalamos que existe y tiene los años de nuestra civilización. Nos defendimos como pudimos, a veces con malas artes, por lo tanto es mejor que ahora parezca una guerra abierta, limpia, esta que declaramos contra todas las formas de la arrogancia machista. La guerrilla de la artimaña, el repliegue y la comodidad no hace sino reproducir series de esposas “achanchadas” y madres castradoras».

Fue también activista en favor de la despenalización del aborto, incluso, se reunió con el presidente Raúl Alfonsín para que lo legislara. En ese sentido, Eva Giberti declaró: «Hoy, María Elena Walsh no es una figura reconocida por las feministas y me parece injusto. La destaco porque fue una mujer independiente que se enfrentó a la dictadura. Y porque, además, le pidió al presidente Raúl Alfonsín que legislara el aborto con lo que significaba en esa época».
Entre los escritos feministas que realizó, es destacable el manifiesto que dedicó a los hombres titulado «Sepa usted por qué es machista», publicado en la revista Humor en 1980 y en el que describió 24 razones por las cuales un hombre puede ser catalogado como tal.

### Vínculo con la religión
Walsh le confesó a Gabriela Massuh que tenía fervor por la mística, a la que consideraba una manera de escapar de la realidad y una forma de perseguir lo que ella denominaba «hecho estético»:

«Dentro de todos los encierros, el religioso era uno más. En realidad, se trataba de una búsqueda poética o estética disfrazada de un afán compulsivo de tener fe e ingresar en la protección de la iglesia católica. Elaboraba una suerte de antología literaria de esa iglesia y elegía lo que más me convenía, aquello que me parecía más estético, más protector».

Solía asistir en su juventud a retiros espirituales en una abadía benedictina, atraída por el canto gregoriano y el ascetismo, donde presenció oficios y mantuvo conversaciones con el abad.  Paralelamente, leyó a San Juan de la Cruz y Santa Teresa de Ávila, y quedó fascinada con las Confesiones de San Agustín, el Himno a la caridad de San Pablo y la biografía de santa Catalina de Siena.
En París, Francia, asistió regularmente a la iglesia reformista de Saint-Séverin, impresionada por su clima de libertad y la tolerancia de los sermones, y confesó que «en esa iglesia me habría gustado bautizar a mi hijo en caso de haberlo tenido».

### Estudios sobre la infancia
Walsh señaló que posiblemente quiso alegrar su propia infancia al reconstruirla, pero nunca quiso volver a ella con nostalgia. En respuesta a aquella afirmación mitológica de la infancia como la etapa más feliz de la vida, Walsh se oponía rotundamente, afirmando que esa felicidad del mito de la infancia es siempre retrospectiva:

«Siempre me opuse a esa absurda mitología de la infancia feliz. No creo que ningún chico sea “feliz” tal como lo entendemos los adultos. El chico es un ser solitario que tiene una conciencia enorme de sus carencias e impotencias. Esa felicidad del mito de la infancia es siempre retrospectiva. Jamás en mi vida escuché a ningún chico afirmar “soy feliz” y, si alguna vez lo escuchaste, es el invento de un adulto. Creo que la única felicidad de los chicos radica en el juego y, dentro de este contexto, el juego verbal y el musical son extremadamente importantes. Toda esa mitología de la edad de oro, la pureza, la inocencia de la incorruptibilidad de los niños me ha parecido un invento teñido por la mala fe del adulto que no se atreve a reconstruir en serio su propia infancia. El juego es como una isla en medio de la vida del chico: esa es la felicidad. Cuando escribo para chicos trato de recuperar esa isla de juegos, pero sin sensiblería y sin nostalgia. Nunca intenté recuperar mi propia infancia, sino la abstracta, la actual, la que sigue sucediéndome».

Sostuvo un compromiso por la educación infantil a lo largo de toda su vida. En 1963, estudió la pedagogía del psicoanálisis vinculada a la infancia en Argentina en busca de qué necesidades había en esa área junto a Eva Giberti, Florencio Escardó y Arnaldo Rascovsky. En un Congreso de la Organización Mundial de Educación Preescolar (OMEP), Walsh dio una charla sobre la poesía en la primera infancia, donde comentó que se debía jugar e interactuar de manera libre con ese género literario, estimulando así la imaginación. Mencionó además la importancia de la música folclórica, sea en español o en inglés, y las denominadas nursery rhymes, base de la poesía para niños de Lewis Carroll, autor de Las aventuras de Alicia en el país de las maravillas.
Walsh consideraba que el niño es muy sensible al juego e incluso puede apasionarse por la mentira, pero nunca aceptará la incoherencia ni la falta de lógica. En una ocasión, presenció una obra de teatro donde los actores, disfrazados de ratones, salían a escena. De pronto, un chico se puso de pie furioso, se dio vuelta y vociferó: «¡Ratones sin cola, ratones sin cola!». La experiencia fue tomada luego por Walsh para señalar que el niño aceptaba que esos personajes fueran ratones, lo que no podía tolerar era que no tuvieran cola.
A diferencia de Horacio Quiroga, que tuvo resonancia entre el público infantil por sus cuentos atroces y mordaces, Walsh nunca se interesó por la atrocidad ni por incluir monstruos en sus obras, aunque reconocía que ejercían una gran fascinación sobre los niños. Fue muy crítica a su vez de Walt Disney, no en su calidad de documentalista, sino en su ejercicio de dibujante y creador infantil. Lo calificó como «burdo» y a su contenido artístico como «chabacano» e «infinitamente sádico», señalando además que «sus dibujos animados tienen una violencia y una velocidad que crispa a los chicos. Ese ritmo feroz, que va masacrando a cada uno de los personajes, es de una feroz irrealidad».  También señaló que su obra era «colonialista» y que su empresa «fue dueña de nuestra fantasía, no solo de la fantasía infantil. En muchos lugares de nuestro país —Mar del Plata, por ejemplo— ha proliferado una arquitectura de techos de tejas y jardincitos prolijos muy inspirada en Walt Disney». Walsh fue severamente denostada por sus dichos, e incluso recibió cartas de protesta y una colecta de firmas para desplazarla de un programa radial, como así también un pedido de prohibición de entrada a la ciudad de Rafaela.

### El peronismo y los gobiernos militares

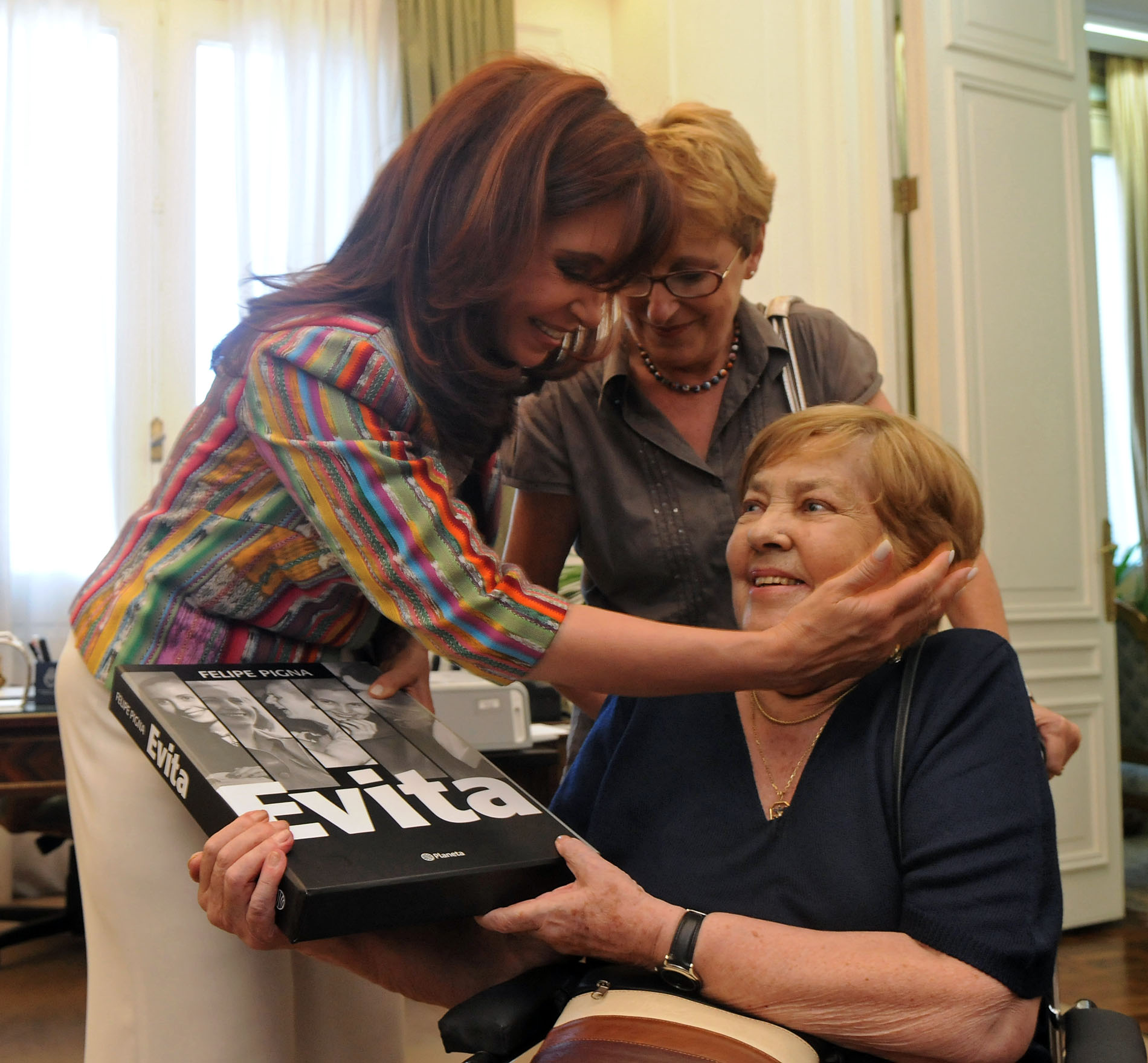
María Elena Walsh junto a la expresidenta Cristina Fernández de Kirchner en Casa Rosada, 2008. En sus manos, Walsh tenía un ejemplar de Evita de Felipe Pigna.

Walsh provenía de una familia radical que observaba con horror el avance de los conservadores, a pesar de que su padre era amigo del gobernador Manuel Fresco. También señaló que su padre era un ferviente republicano antifranquista y posteriormente celebró el triunfo de los Aliados. Calificó al gobierno de facto de 1943 como una «plaga siniestra» y recordó que en sus años de estudiante formó parte de un pelotón que se amotinaba en las aulas para borrar frases alusivas a las ideas de los militares como «La patria necesita mujeres para procrear héroes y no madres de hijos renegados», tras lo cual fue amonestada y suspendida por un tiempo. También recordó otras directrices en su escuela luego de la intervención militar, como la de usar el menor maquillaje posible, llevar el pelo tirante y medias largas, y severas políticas disciplinarias que terminaron por alterar el plan de estudios —se incorporó la materia de religión— y la dinámica escolar en el Bellas Artes. 
Tras la asunción de Juan Domingo Perón como secretario de Trabajo y Previsión, Walsh comenzó a notar que, detrás del aparato publicitario oficial, se escondía una auténtica movilización popular pacífica y reconoció algunas reformas sociales que generaron las protestas de algunas señoras, entre las que recordaba, «qué barbaridad, con este sinvergüenza tenemos que pagarles las vacaciones a las mucamas». Ese tipo de reacciones suscitó en Walsh la idea de que el peronismo era un fenómeno digno de ser mejor valorado, aunque al mismo tiempo lo confrontó intelectualmente y llegó a ser muy crítica de la falta de libertad y el clima de autoritarismo que se respiraba bajo el gobierno de Perón. Le confesó a Gabriela Massuh que el peronismo «tomaba medidas siniestras, pero siempre dentro de una especie de legalidad fraudulenta» y lo calificó a su vez como «la nunca bien contada historia de amor entre un pueblo y una pareja».

«El peronismo es un movimiento muy paradójico... No olvidemos que todos los elementos de propaganda moral eran una maquinaria terrorífica que estaba absolutamente centralizada en el gobierno. Vivir dentro de esa burbuja se hacía irrespirable. Por un lado se llamaba a elecciones, por el otro, se metía en la cárcel al principal opositor, Ricardo Balbín. Y, sin pretender compararla con la violencia que vino después, nosotros los estudiantes padecimos muchos enfrentamientos con la policía ya que vivíamos plegándonos a huelgas, protestas y manifestaciones, muchas de ellas organizadas por la Federación Universitaria Argentina. Desde que cumplí quince años el país se dividió en dos grandes bandos en los que todavía sigue dividido. Era obligatorio definirse: de un lado, el régimen; del otro, la Unión Democrática. Y yo, como miembro de la “clase ilustrada”, soporté al peronismo a contrapelo».

Comentó que Perón era «el primer gobernante que le habló al pueblo, al obrero, a los que no tenían trabajo, con un lenguaje llano, comprensible y afectivo... Podía improvisar sobre algunos temas con una facilidad y una claridad que no tuvo después ningún político... Perón tenía sin duda la astucia de un gran estadista». Eva Perón, a quien le dedicó un poema muchos años después de su temprana muerte en Cancionero contra el mal de ojo, fue comparada por Walsh con un «hada madrina» y remarcó que «los desposeídos sentían que les iba a dar el cielo en la tierra». Su funeral en 1952, al que calificó como un «espectáculo conmovedor», «fue una de las experiencias más inolvidables de mi existencia, aunque la viví a contrapelo, protestando contra ese despliegue infernal que entonces me parecía siniestro. De todas formas jamás dejé de ser consciente de que era testigo de un hecho histórico que no se da sino cada tanto, como los entierros de Napoleón, Churchill o Cleopatra».
Tras el derrocamiento de Perón en manos de la Revolución Libertadora, Walsh retornó a la Argentina y confesó que «sentía bastante euforia, era otro país. Los monstruos sagrados de la literatura estaban entronizados en distintos puestos de trabajo y se respiraba un clima de libertad. En fin, se respiraba un clima muy diferente, por supuesto». Sin embargo, en una entrevista brindada a Leila Guerriero, realizó una autocrítica: «Al ver los manejos de la Revolución Libertadora recapacité sobre todo lo que había sido la obra del peronismo, aparte de sus manejos así, represivos, digamos. Me di cuenta de lo que había representado para el pueblo, que es mucho. Años después, viajé por el interior y la única escuela que había y el único puente eran restos de esa época del peronismo».
El retorno de Perón a Argentina, con su consiguiente triunfo para un tercer mandato, fueron tiempos «esperanzadores» para Walsh, pero luego de su muerte en 1974, admitió que «el país cayó en un abismo progresivo que ahora se convirtió en una cárcel en el fondo del mar que tiene la textura del infierno disimulado con los viajes a Miami y la propaganda machacona de que todos somos derechos y humanos», en referencia al Proceso de Reorganización Nacional. Durante el período de 1976-1982, Walsh dejó de componer y escribir porque, en sus propias palabras, sentía que «el show había terminado» y «no había derecho a ser festivo». También comparó el último régimen militar con el cáncer óseo que le tocó atravesar a comienzos de los años de 1980.

## Composición, infuencias y estilo
Walsh se definía como una poeta formal que optaba por la retórica tradicional. En ese sentido, se vio influencia por referentes como María Granata, León Benarós y Jorge Luis Borges, que se inclinaban por un tipo de poesía de tono elegíaco que respetaba mucho las formas tradicionales. Prefería expresarse dentro de esquemas rígidos en lugar de optar por el verso libre que prescindía de la rima. La rima solía imponerse por sobre el sentido, confiriéndole al conjunto de poemas una intención lúdica. Se esforzaba para que en sus versos no se percibiera el ripio ni la rima forzada, de modo que sus escritos se caracterizaban por su naturalidad y sencillez. Despreciaba todo atisbo de renovación en el mundo de la poesía, especialmente el que adoptaba la forma de verso libre, y en cambio, se veía a sí misma como discípula de la «generación del 40», que reunía los ideales del romanticismo.
Algunas fuentes señalan que Walsh no era una poeta instintiva, sino que la escritura le resultaba dificultosa: un poema se le anunciaba previamente a partir de una determinada sensación, una especie de «punta de hilo» inconsciente. Podía estimularse u obligarse a escribir, pero la inspiración le aparecía siempre de manera abrupta e inconsciente. Ensayaba diversos borradores hasta que lograba darle forma a ese material en bruto, que jamás estaba determinado por la voluntad propia. Hasta 1947, leía casi exclusivamente poesía clásica española e inglesa, entre otros autores, a William Wordsworth, Lewis Carroll, Samuel Taylor Coleridge, William Shakespeare, Edgar Lee Masters y William Blake.
Era muy rigurosa al momento de discernir entre una poesía y una canción, a las cuales les asignaba características propias y opuestas entre sí. Al momento de componer canciones, el primer impulso era voluntario, se proponía escribir sobre un tema determinado y no era el tema el que la asaltaba por sorpresa. En ese aspecto, señaló que «la poesía va segregando su propia gestación más allá de la voluntad» y esa dominación involuntaria, según la autora, fue el motivo por el que terminó abandonando la escritura de poesía tiempo después.
Jamás se preocupó por ampliar el público de ninguna índole y, en ese sentido, se sentía cómoda dentro de determinadas estructuras de versificación, aunque vinculaba a la poesía con un estado de enajenación y de locura difícil de dominar. Le manifestó a Gabriela Massuh que su paso de la poesía a la canción «estuvo determinado en esencia por la necesidad de aprovechar la facilidad que yo tenía para versificar, esa facultad que consistía en sentirme libre dentro de determinadas formas, mucho más rígidas aún, como lo es la canción». Su inclinación hacia la canción estuvo motivada a su vez por su afición por el mundo del escenario, y su veneración por el music hall y los géneros populares, como así también llevaba implícita una aversión por la mezquindad que percibía en el mundo literario. Otros factores como la ausencia de críticos en el mundo literario infantil y la oportunidad de introducirse en un espacio no explorado hasta ese momento la llevaron a escribir para niños. Al momento de componer para menores, se retrotraía a su propia infancia, intercambiando experiencias con psicólogos y pedagogos, y respaldada por lecturas de la Enciclopedia Británica, a la que definió como una «mamá grande». Su objetivo era escribir dentro de un contexto fantástico, sin desdeñar lo didáctico aunque encauzando la fantasía dentro de ciertas reglas,  y según le confesó la autora a Jorge Aulicino, la canción significaba «el juego, la levedad, la diversión, algo que me sacara de ese sentido trágico de la poesía, que termina en la locura». Algo similar le espetó a Diana Bellessi y Martín Prieto: «La poesía es un juego peligroso y solitario. Las canciones atraen compañía. Cuando me fui a Europa y me gané la vida cantando y explorando la poesía popular de aquí y allá, también recuperé el hábito de la infancia y me puse a escribir desde ella».
En París, Walsh quedó fascinada con el juego verbal y la sonoridad de la poética inglesa y francesa, al igual que la irrupción súbita del absurdo o del doble sentido que las caracterizaba, en gran parte, compuestas de esa forma como reacción ante hechos históricos o políticos específicos. Desde ese momento, la presencia de la realidad histórica permaneció como remanente detrás de los versos de Walsh.
De acuerdo con su biógrafo Pujol, sus textos «combinaban a la perfección letra y melodía. Se podían canturrear fácilmente, eran adhesivos a la memoria. Contaban microhistorias de animalitos, objetos cotidianos y oficios antiguos. Las moralejas refrendaban valores de la modernidad, sin caer jamás en la amonestación. Con formas estróficas muy simples —estrofas de no más de cuatro versos, o de apenas dos, como "Milonga del hornero" y "La familia pilillal", invocaban antiguas coplas, tanto criollas como hispanas, pero también referían, al menos en la intención, a las nursery rythmes...»

## Legado

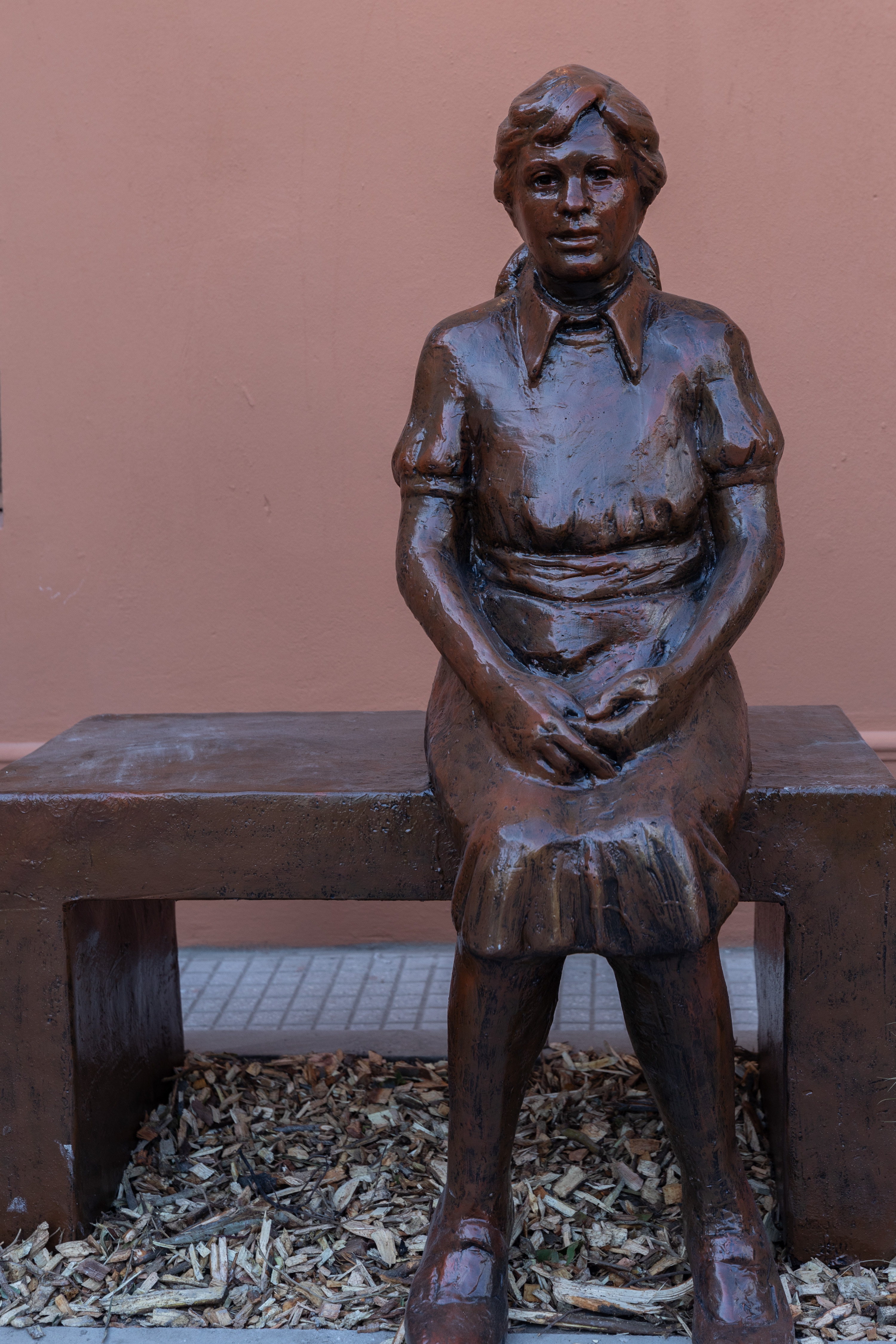
Estatua de Walsh en la Casa Museo María Elena Walsh.

Su biógrafo Sergio Pujol señaló que pocos autores gozaron de una aprobación tan extendida en el correr del tiempo y lograron una contundencia popular tan veloz. También hizo referencia al carácter transgresor de su obra, dado que cada vez que hacía un clivaje artístico —de la poesía al folclore, y del repertorio infantil al de adultos—, aún cuando se sumergía en géneros desconocidos o que no dominaba totalmente, le aguardaba una consagración aún mayor que la anterior. Walsh mantuvo un alto nivel de protagonismo en la vida cultural argentina a lo largo de cinco décadas. Angélica Gorodischer destacó el espíritu universal de su obra: «Ella hablaba de lo que hablan todos los poetas. Los narradores también. Y los matemáticos y los filósofos y la gente que pasa por la calle», mientras que Jorge Aulicino de la revista Ñ comentó que fue «una estupenda poeta literaria, formada en la poesía tradicional española y luego marcada por los cambios del lenguaje y ritmos de mediados del siglo XX». En la revista Rolling Stone, Claudio Kleiman hizo foco en la enorme capacidad de Walsh para captar los folclores del mundo y crear, de manera única, universos paralelos.
En un análisis similar, Rodrigo Fresán escribió que es «imposible no leer aquel capítulo de Alicia en el país de las maravillas con "Canción para tomar el té" con música de fondo o, ahora, escuchar a Regina Spektor y decirme que, sí, "On the radio" o "Eat" bien podrían ser tracks perdidos de "Canciones de Tutú Marambá" o "Cuentopos"». Entre los artistas que difundieron el cancionero de Walsh, destacan el Cuarteto Zupay, Lito Vitale, Susana Rinaldi, Julia Zenko, Pedro Aznar, Luis Aguilé, Mercedes Sosa, Jairo, Sandra Mihanovich, Rosa León y Joan Manuel Serrat. Susana Itzcovich, especialista en literatura infantil, remarcó que, no obstante sus muchos seguidores, ninguno de ellos alcanzó su «magistral» escritura, por más que «abrevaron en su disparate, su absurdo y su poética».
Como pensadora y observadora crítica de su época, su compromiso con la educación infantil la llevó a dar conferencias sobre la importancia de la poesía como estímulo para la imaginación en la primera infancia, y su defensa de la igualdad de oportunidades y la condena a la discriminación la llevaron a convertirse en un ícono del feminismo. Para la escritora María Teresa Andruetto, Walsh constituyó una «bisagra» en el campo de la literatura infantil: «Hay un antes y después en relación a la literatura-escuela, literatura-infancia y literatura-juegos. Pero ella es muchas otras cosas: la cuestión de género y el feminismo son cosas que han estado muy fuertes en su obra en una época en la que todo eso no estaba en agenda. Ha sido una pionera».
Su obra ha contenido a menudo un mensaje político subyacente, como en la canción «El país del Nomeacuerdo», que más tarde se utilizó como tema principal de la película La historia oficial, ganadora del Premio de la Academia a la mejor película en lengua extranjera en 1985.
En 2018, por iniciativa de Sara Facio, se creó la Fundación María Elena Walsh, destinada a preservar y difundir la obra literaria y musical de la cantante, como así también llevar adelante actividades culturales y concursos con el fin de incentivar las obras de artistas emergentes. En 2023, se inauguró la Casa Museo María Elena Walsh, un espacio cultural abierto a la comunidad emplazado sobre la vivienda que Walsh habitó durante sus primeros años de vida.

## Obra literaria
Walsh publicó su primer poema a los 15 años en la revista El Hogar. Su público favorito eran los niños, para quienes escribió más de 40 libros. La siguiente lista incluye principalmente libros completos, tanto poéticos, infantiles y autobiográficos, pero también algunas series de libros infantiles cortos para la editorial Abril entre 1960 y 1962.
Libros
| - Otoño imperdonable (1947) - Apenas vieja (1948) - Baladas con Ángel (1952) - Casi milagro (1958) - Tutú Marambá (1960) - La Mona Jacinta (1960) - La familia Polillal (1960) - Tres morrongos (1961) - Circo de bichitos (1961) - La rana perdida - Juancito Volador - El reino del revés (1963) - Zoo loco (1965) - Cuentopos de Gulubú (1966) - Versos tradicionales para cebollitas (1966/1974) - Hecho a mano (1967) - Aire libre (1967) - Juguemos en el mundo (1970) - El diablo inglés (1974) - Angelito (1974) - El país de la geometría (1974) | - La sirena y el capitán (1974) - Cancionero contra el mal de ojo (1976) - Chaucha y palito (1977) - A la madre (1981) - Los poemas (1984) - Bisa Vuela (1986) - La nube traicionera (1989) - Novios de antaño (1990) - El diablo inglés y otros cuentos (1992) - Desventuras en el País-Jardín-de-Infantes (1993) - Las canciones (1994) - Pocopán (1996) - Una jirafa filarmónica (1996) - Manuelita, ¿dónde vas? (1997) - Diario brujo (1999) - La Reina batata (1999) - Hotel Pioho's Palace (2002) - Cuanto cuento (2004) - Viajes y homenajes (2004) - Fantasmas en el parque (2008) - Canciones para mirar. Teatro (2008) - Doña Disparate y Bambuco (2008) |

Notas y artículos
| - «El por qué de nuestra equivocada vida literaria» (1947) - «Sobre la vida literaria» (1949) - «Carta de Manhattan» (1949) - «Carta de Maryland» (1949) - «Carta de viaje» (1949) - «Ezra Pound, el mejor artífice» (1949) - «Salvador Dalí está en la Quinta Avenida» (1949) - «Dos imágenes: Emilie Dickinson y Amy Lowell» (1949) - «Andrés Fidalgo: florilegio del cancionero vaticano» (1952) - «Los desnudos faciales de Grete Stern» (1952) - «Brooke Jocelyn: imagen de la espalda desnuda» (1953) - «El dinero y la cultura» (1956) - «Juan Ramón Jiménez, Premio Nobel» (1957) - «Edith Piaf» (1957) - «Pedro Salinas y su triángulo de silencios» (1957) - «La copla en el norte de la Argentina» (1958) - «Sara Gallardo: Enero» (1959) - «Coplas y canciones: Jaime Dávalos» (1959) - «León Benarós: Versos para el angelito» (1959) - «Vox populi» (1959) - «P.N. a P.N. (Premio Nobel a Pablo Neruda)» (1971) - «La gran poesía para la gran mayoría» (1973) - «Feminismo y no violencia» (1979) - «¿Corrupción de menores?» (1979) - «A Masters con cariño» (1979) - «Desventuras en el país-jardín-de-infantes» (1979) - «De la libélula al cacto» (1979) | - «El paraíso escandinavo» (1979) - «El Bolivia, cherchez la femme» (1979) - «Infancia y bibliofilia» (1980) - «Argentina sin alma» (1980) - «Una cierta dosis de locura» (1980) - «Doris Lessing, esa bruja» (1981) - «La cultura en tiempos de crisis» (1981) - «El año próximo seremos breves» (1981) - «Lo mejor que nos está pasando» (1985) - «Prólogo» (1985) - «Niní Marshall, nuestra Cervanta» (1989) - «Carta a Mozart» (1991) - «La pena de muerte» (1991) - «Oda a los baños públicos» (1992) - «Concierto de fotos en Huston» (1992) - «Introducción» (1992) - «Aventuras en la cocina de un libro» (1993) - «Peregrinaciones» (1993) - «El fuego descubierto» (1994) - «Buscan desesperadamente a Evita» (1996) - «Bastones y escalones» (1996) - «La Ñ también es gente» (1996) - «Como los ángeles. Fotografías de Marilyn Bridges» (1996) - «La guardiana de Proust» (1997) - «La carpa también debe tomarse vacaciones» (1997) - «1948: Escenas de la vida literaria» (1998) - «Un personaje feliz» (2001) |

## Discografía
Walsh grabó muchos álbumes con canciones para niños y también para adultos. Sus primeros álbumes estuvieron fuertemente influenciados por el folclore argentino, en colaboración con la compositora y cantante Leda Valladares. El álbum «Canciones para mí» (1963) fue su primer lanzamiento como solista, y contenía las canciones «Canción de tomar el té» y «Manuelita la tortuga» —que había sido editada previamente en un EP—, que se convertiría en la canción más conocida de Walsh.
Leda y María
| - «Chants d'Argentine» (1954) - «Sous le ciel de l'Argentine» (1955) - «Folklore d'Argentine» (1955) - «Folklore d'Argentine II» (1955) - «Entre valles y quebradas I» (1957) - «Entre valles y quebradas II» (1957) | - «Canciones del tiempo de Maríacastaña» (1958) - «Leda y María cantan villancicos» (1959) - «Canciones de Tutú Marambá» (1960) - «Canciones para mirar» (1962) - «Doña Disparate y Bambuco» (1962) - «Navidad para los chicos» (1963) |

Solista
| - «Canciones para mí» (1963) - «Canciones para mirar» (1963) - «El país del Nomeacuerdo» (1967) - «El país de la Navidad» (1968) - «Cuentopos» (1968) - «Juguemos en el mundo» (1968) | - «Cuentopos para el recreo» (1969) - «Juguemos en el mundo II» (1969) - «El sol no tiene bolsillos» (1971) - «Cuatro villancicos norteños» (1971) - «Como la cigarra» (1973) - «El buen modo» (1975) - «De puño y letra» (1976) |

## Filmografía
La única aparición de Walsh en cine quedó registrada en la película a color Juguemos en el mundo (1971), de María Herminia Avellaneda, donde tuvo un protagónico. Muchos filmes se basaron en cuentos suyos o incluyeron canciones de su autoría.

| Intérprete - Juguemos en el mundo (1971) - Tiempo de crear (1962) (inédita) Guionista - Necesito una madre (1966) Textos - La República perdida II (1986) | Música - Manuelita (1999) - S.O.S Gulubú (1994) - La historia oficial (1985) - Señora de nadie (1982) |